# دبلیودبلیوئی
ورلد رسلینگ اینترتینمنت (به انگلیسی: World Wrestling Entertainment) یا دبلیودبلیوئی (اختصاری WWE)، یک رسانه جمعی و شرکت کشتی حرفه‌ای آمریکایی است که توسط گروه تی‌کی‌او که زیرمجموعه ای از شرکت اندیور است، اداره می‌شود. دبلیودبلیوئی به جز در کشتی حرفه‌ای، در زمینه‌های دیگر نیز شناخته‌شده است؛ از جمله فیلم‌ها، املاک و مستغلات و سایر مشاغل تجاری دیگر. برنامه‌های دبلیودبلیوئی در ۱ میلیارد خانه و ۲۸۰ کشور تماشا شده و ۲۸ زبان را درنوردیده است. تماشاگران دبلیودبلیوئی را افراد جوان تا پیر تشکیل می‌دهند. بنابر آمارهای گرفته شده ۲۲٪ تماشاگران ۲ تا ۱۷ سال، ۲۳٪ ۱۸ تا ۳۴ سال، ۲۶٪ ۳۵ تا ۴۹ و ۳۰٪ نیز ۵۰ سال یا بیشتر سن دارند.
این کمپانی برای اولین بار توسط جس مکمن یا فرزند او وینست جی مکمن پایه‌گذاری شد. در آن زمان این کمپانی به نام کاپیتول رسلینگ کورپوریشن (به انگلیسی: Capitol Wrestling Corporation) یا سی‌دبلیوسی شناخته می‌شد. وینسنت جی مکمن در سال ۱۹۶۳ نام کمپانی را به ورلد واید رسلینگ فدریشن (به انگلیسی: World Wide Wrestling Federation) یا دبلیو دبلیو دبلیو اف تغییر داد.در سال ۱۹۷۱ وینس مک‌من توانست جای پدرش، وینسنت جی مکمن در کمپانی را بگیرد. او در سال ۱۹۷۹ پدرش را متقاعد کرد تا نام کمپانی را به ورلد رسلینگ فدریشن (به انگلیسی: World Wrestling Federation) یا دبلیودبلیواف تغییر دهد.
در سال ۱۹۸۰ وینس مک‌من به همراه همسرش، لیندا، شرکت تایتان اسپورتز (به انگلیسی: Titan Sports, Inc) را تأسیس کردند و درخواست نام تجاری دبلیودبلیواف را برای آن دادند. سرانجام در سال ۱۹۸۳ وینس مک‌من کمپانی اجدادی‌اش را از پدرش خریداری کرد. در سال ۲۰۰۲ طی چالش‌هایی پیش آمده بر سر نام اختصاری این شرکت با صندوق جهانی طبیعت، مکمن مجبور به تغییر نام کمپانی به ورلد رسلینگ اینترتینمنت یا دبلیودبلیوئی شد.
در آوریل ۲۰۲۳، دبلیودبلیوئی با گروه اندیور (شرکت مادر یواف‌سی) قراردادی منعقد کرد که بر اساس آن، دو شرکت دبلیودبلیوئی و یواف‌سی ادغام شده تا گروه تی‌کی‌او (به انگلیسی: TKO Group Holdings) را تشکیل دهد؛ یک شرکت عمومی جدید که اکثریت آن متعلق به اندیور است و مک‌من به عنوان رئیس اجرایی نهاد جدید خواهد بود که این ادغام در ۱۲ سپتامبر ۲۰۲۳ تکمیل شد؛هر چند یک سال بعد، مک‌من از سمتش به‌دلیل رسوایی جنسی استعفا داد. با این ادغام، دبلیودبلیوئی از یک شرکت سهامی عام به یک شرکت با مسئولیت محدود تبدیل شد.
دبلیودبلیوئی بزرگ‌ترین شرکت کشتی حرفه‌ای در جهان است که کشتی‌گیران آن به دو برند اصلی، راو و اسمکدان، به همراه برند آموزشی کشتی‌گیران جوان، ان‌اکس‌تی تقسیم می‌شود. دفتر مرکزی جهانی این شرکت در استمفورد، کنتیکت است اما دفاتری در نیویورک، لس آنجلس، مکزیکوسیتی، بمبئی، شانگهای، سنگاپور، دبی، و مونیخ هم دارد.
مانند سایر شرکت‌های کشتی حرفه‌ای، نمایش‌های دبلیودبلیوئی مسابقاتی واقعی نیستند، بلکه به مانند تئاتری مبتنی بر ورزش و سرگرمی هستند که شامل مسابقاتی مبتنی بر داستان، فیلم‌نامه‌نویسی و… می‌شوند. با این حال، مسابقات اغلب شامل حرکاتی است که در صورت عدم اجرای صحیح، می‌تواند بازیکنان را در معرض خطر آسیب جدی و حتی مرگ قرار دهد. جنبه از پیش تعیین شده کشتی حرفه ای که اصطلاحا به آن «کِیْ‌فِیْب» می‌گویند؛ در سال ۱۹۸۹ توسط مالک وقت دبلیودبلیوئی، وینس مک‌من به منظور اجتناب از مالیات کمیسیون‌های ورزشی اعلام شد. دبلیودبلیوئی محصولات خود را به عنوان «سرگرمی ورزشی» و نه کشتی حرفه‌ای معرفی می‌کند و به ریشه این حرفه در ورزش رقابتی و تئاتر دراماتیک اذعان دارد.

## تاریخچه

### کاپیتول رسلینگ کورپوریشن (۱۹۵۲ تا ۱۹۶۳)

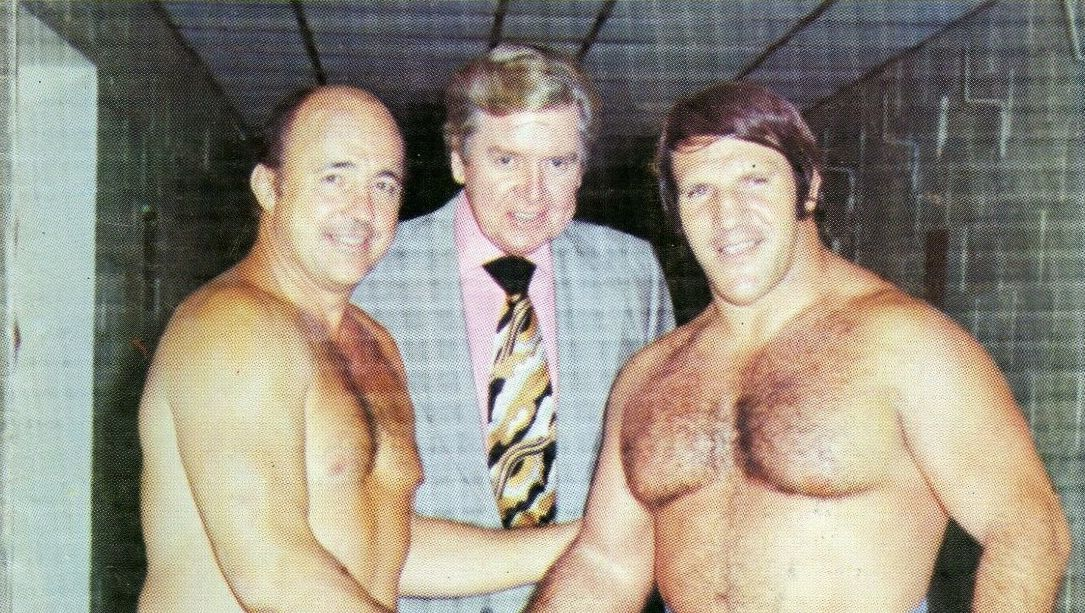
وینس جی مک‌من به همراه ورن گنیه و برونو سن‌مارتینو در سال ۱۹۷۵

دبلیودبلیوئی اصالتاً در سال ۱۹۵۲ تحت نام کاپیتول رسلینگ کورپوریشن پایه‌گذاری شد و اولین شو تحت عنوان CWC در ۷ ژانویه ۱۹۵۳ تولید شد. دقیقاً معلوم نیست چه کسی این شرکت را پایه‌گذاری کرده است. بعضی منابع گفته‌اند که وینسنت جیمز مکمن شرکت را ساختهدر حالی که منابع دیگری اظهار داشته‌اند که این شرکت توسط پدر او یعنی جس مکمن پایه‌گذاری شده است. در آن زمان این کمپانی جزوی از شرکت بزرگتر اِن دبلیو آ که چند سازمان کشتی دیگر را در اختیار داشت، بود. وینسنت جی مک‌من به همراه توتس موندت، تهیه‌کننده که به تازگی به سی‌دبلیوسی پیوسته بود، باعث موفقیت بسیار زیاد این شرکت شد و این‌دو توانستند قدرت بسیار زیادی را در مسائل محتوایی ان‌دبلیوآ به دست آورند که دلیل این قدرت، رهبری سی‌دبلیوسی در میان سایر شرکت‌های کشتی حرفه‌ای در شمال شرقی آمریکا بود. در سال ۱۹۶۳، مک‌من و موندت برسر پیروز مسابقه قهرمانی کمربند سنگین‌وزن جهانی ان‌دبلیوآ با این شرکت به مشکل خوردند؛ در آن زمان، قهرمان کمربند، بادی راجرز از سی‌دبلیوسی بود. بسیاری از دیگر تهیه‌کنندگان ان‌دبلیوآ معترض بودند که مک‌من و موندت، به گونه ای رفتار می‌کنند که مدیر راجرز هستند و راجرز فقط در شهرهای آنها از عنوان قهرمانی‌اش دفاع می‌کند و این‌دو نفر ماهیت «عنوان جهانی» را زیرسوال می‌برند. از این سو، ان‌دبلیوآ، قهرمان ۵ دوره جهان و یکی از اشخاص مورد احترام سایرین یعنی لو تثز را به تورنتو فرستاد تا با راجرز در ژانویه ۱۹۶۳ رقابت کند. خود تثز می‌گوید که این اتفاق بدون برنامه‌ریزی بود و می‌گوید که به راجرز گفته است: «می‌توانیم این کار را از راه آسان یا سخت انجام دهیم». راجرز قبول کرد که کمربند را به او در یک مسابقه عادی ببازد. مک‌من و موندت این تغییر قهرمانی را نپذیرفتند و از ژانویه تا آوریل ۱۹۶۳، این دو، بادی راجرز را همچنان به عنوان قهرمان سنگین‌وزن جهان معرفی می‌کردند تا اینکه در آوریل ۱۹۶۳ به صورت رسمی، سی‌دبلیوسی از ان‌دبلیوآ جدا شد و ورلدواید رسلینگ فدریشن به وجود آمد. WWWF، کمربند قهرمانی خودش، یعنی عنوان قهرمانی سنگین‌وزن دبلیودبلیودبلیواف را ایجاد کرد و شرکت، بادی راجرز را به عنوان نخستین قهرمان معرفی کرد، با ذکر این بیان که راجرز موفق شده در تاریخ ۲۵ آوریل ۱۹۶۳ و در ریودوژانیرو، آنتونیو روکا که یک کشتی‌گیر به نسبت معروفی بود را شکست دهد، اما در واقعیت، روکا اصلاً در برزیل نبود و برای یک شرکت دیگر کار می‌کرد؛ خود راجرز هم در آن زمان دچار حمله قلبی که بعداً باعث پایان دوران کشتی‌اش شد، شده بود و در آن تاریخ در بیمارستانی در اوهایو بستری بود! یک ماه بعد و در ۱۷ مه آن سال، راجرز، کمربندش را به برونو سن‌مارتینو باخت.
در ژوئن ۱۹۶۳، بوکسور معروف و تهیه‌کننده، ویلی گیلزن‌برگ که در ابتدای تشکیل WWWF به این شرکت پیوسته بود، به عنوان نخستین رئیس این شرکت منصوب شد. در اواخر دهه ۱۹۶۰ میلادی، توتس موندت، شرکت را ترک کرد. با وجود اینکه WWWF از ان‌دبلیوآ خارج شده بود، بی سر و صدا در سال ۱۹۷۱ مجدداً به این سازمان ملحق شد. در سال ۱۹۷۹ وینسنت کندی مک‌من، پدرش را متعاقد کرد تا کلمه «واید» را حذف کند و این شرکت به ورلد رسلینگ فدریشن یا WWF (به فارسی: فدراسیون جهانی کشتی) تغییر نام داد.

### تایتان اسپورتز (۱۹۹۹–۱۹۸۰)

#### سال‌های ابتدایی (۱۹۸۲-۱۹۸۰)

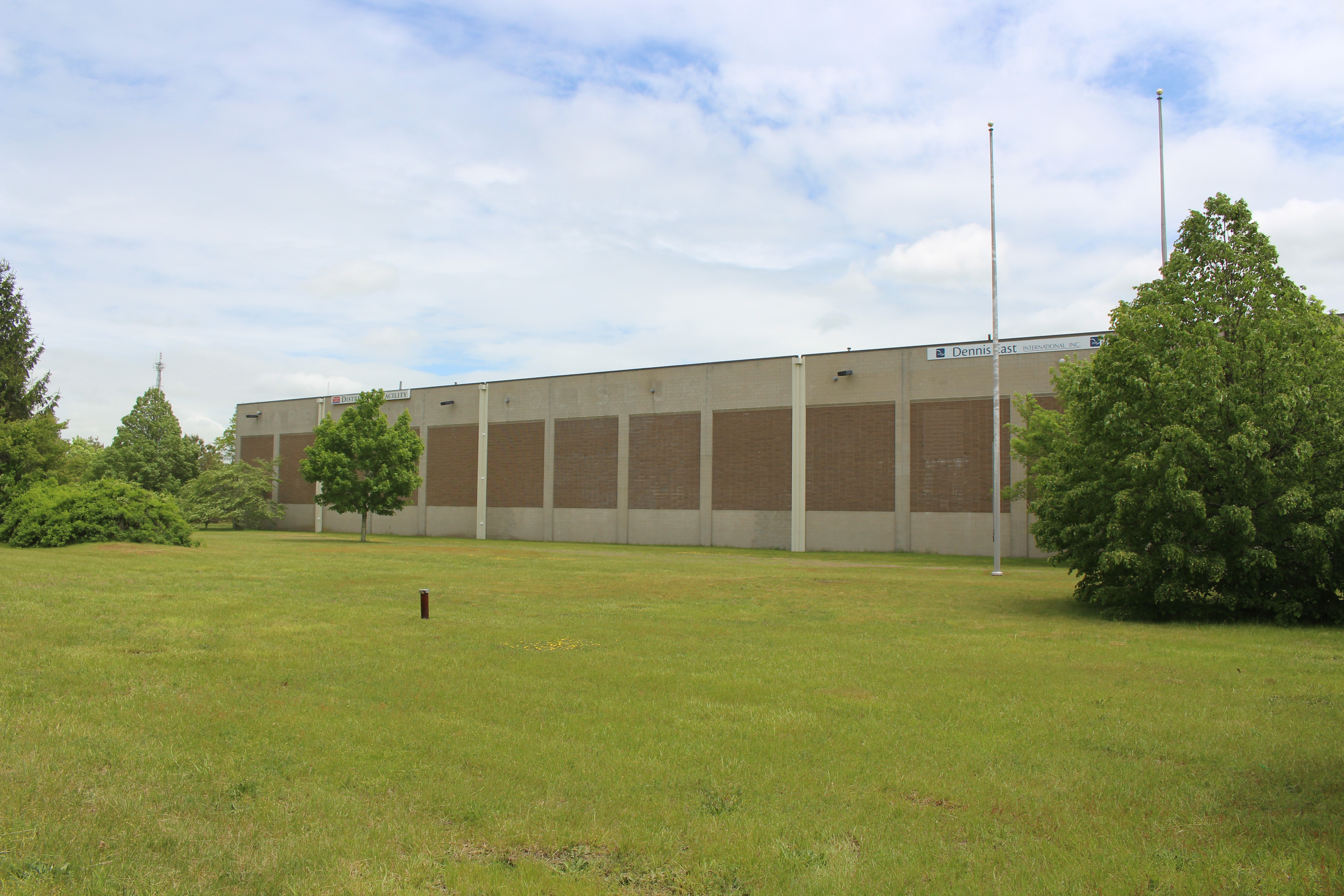
سالن کیپ کاد در یارموت جنوبی، ماساچوست که از سال ۱۹۸۰ تا ۱۹۸۴، دفتر مرکزی دبلیودبلیواف و محل برگزاری شوهای این شرکت بود.

پسر وینس جی مک‌من، وینسنت کندی مک‌من و همسرش لیندا، شرکت تایتان اسپورتز را در سال ۱۹۸۰ در روستای یارموت جنوبی، ماساچوست بنا نهاده و نام اختصاری دبلیودبلیواف (WWF) را برای آن ثبت کردند.دفتر مرکزی شرکت تا سال ۱۹۸۴ در سالن کیپ کاد بود و تا سال ۱۹۸۴ نیز برنامه‌ها و مسابقات این شرکت در آن برگزار می‌شد تا اینکه بعداً به ساختمانی در استمفورد، کنتیکت که اکنون با نام «برج‌های تایتان» شناخته می‌شود، منتقل شدند.

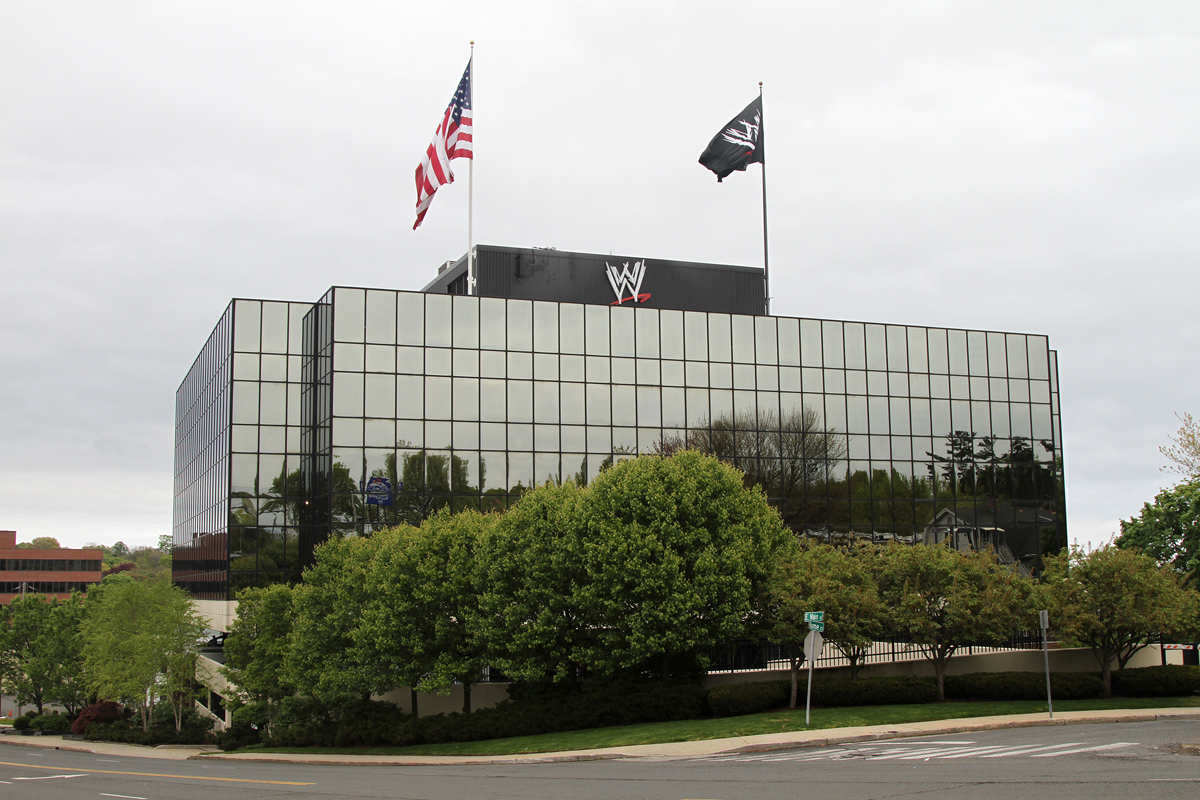
برج‌های تایتان در استمفورد، کنتیکت که از سال ۱۹۸۴ تا سال ۲۰۲۳، دفتر مرکزی دبلیودبلیواف/ئی بود.

#### دوران اوج‌گیری کشتی حرفه‌ای (۱۹۹۲-۱۹۸۲)

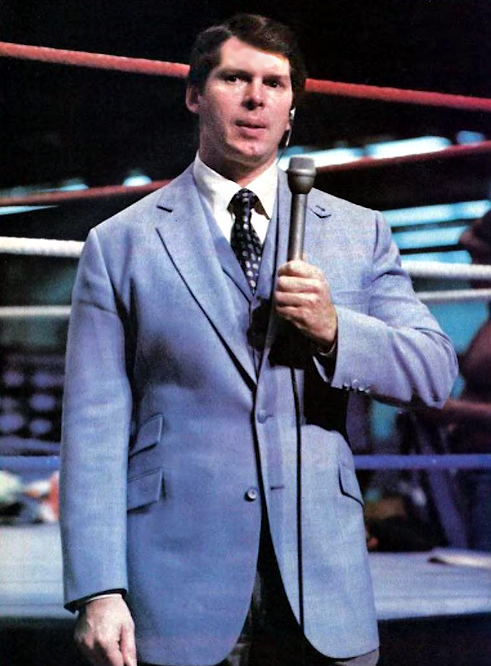
وینسنت کندی مک‌من، مالک سابق دبلیودبلیوئی در سال ۱۹۸۶

در سال ۱۹۸۲، وینس مک‌من، کمپانی اجدادی را از پدرش خریداری کرد؛ تاریخ دقیق این خرید مشخص نیست اما به‌طور عامه، روز ۶ ژوئن ۱۹۸۲ عنوان شده است. البته دبلیودبلیواف فقط و به تنهایی متعلق به وینس جی مک‌من نبود و اشخاص دیگری نیز در شرکت سهم داشتند. قرارداد بین پدر و پسر بدین شکل بود که بایستی مبلغی به‌طور ماهیانه پرداخت می‌شد و حتی اگر یکی از اقساط ماهانه پرداخت نمی‌شد، مالکیت شرکت به مالکان سابقش بازمی‌گشت. وینس کندی مک‌من به دنبال بستن سریع قرارداد، وام‌ها و قراردادهای متعددی با سایر شرکت‌های کشتی حرفه‌ای و شرکای تجاری (از جمله وعده شغل مادام العمر) گرفت تا بتواند تا ماه ژوئن ۱۹۸۳ مالکیت کامل شرکت را به مبلغ یک میلیون دلار به دست آورد. شرکای تجاری دیگر مبلغی حدود ۸۱۵ هزار و وینس جی مک‌من تقریباً ۱۸۵ هزار دلار از این قرارداد دریافت کردند. وینس مک‌من به دنبال تبدیل دبلیودبلیواف به عنوان برترین و بزرگ‌ترین شرکت کشتی حرفه‌ای در کشور و درنهایت در جهان بود و برای رسیدن به این هدف، روند گسترشی را آغاز کرد که در نهایت، منجر به تغییر اساسی تجارت کشتی حرفه‌ای شد. در نشست سالانه ان‌دبلیوآ در سال ۱۹۸۳، مک‌من‌ها و بعضی دیگر از شرکت‌ها، همگی از ان‌دبلیوآ خارج شدند.مک‌من همچنین تلاش می‌کرد تا بتواند برنامه‌های دبلیودبلیواف را در تلویزیون و در سراسر ایالات متحده پخش کند. این کار باعث خشم سایر شرکت‌ها شد و قلمروهای منطقه‌ای مشخص شده میان این شرکت‌ها را که از زمان تأسیس ان‌دبلیوآ در دهه ۱۹۴۰ استفاده می‌شد را پایان داد. علاوه بر این، شرکت از درآمد حاصل از تبلیغات، قراردادهای تلویزیونی و فروش نوار استفاده کرد تا سایر کشتی‌گیران را از شرکت‌های رقیب جذب کند، که مک‌من در مصاحبه با مجله ورزشی اسپورتس ایلاستریتد در مورد آن صحبت کرد؛ او در یادداشتی در این مجله گفت:
در زمان‌های قدیم در سراسر کشور، چند شرکت کشتی وجود داشت که هر کدام از آنها، اربابی بالای سر خود داشتند. هرکدام از این ارباب‌ها به حقوق ارباب همسایه خود احترام می‌گذاشت. هیچ تصرف یا حمله ای مجاز نبود. شاید ۳۰ مورد از این‌گونه پادشاهی‌های کوچک در آمریکا وجود داشت و اگر شرکت پدرم را نمی‌خریدم، هنوز آنها در حال چندپارگی و تقلا زدن بودند. البته که من هیچ وفاداری به آن اربابان نداشتم.

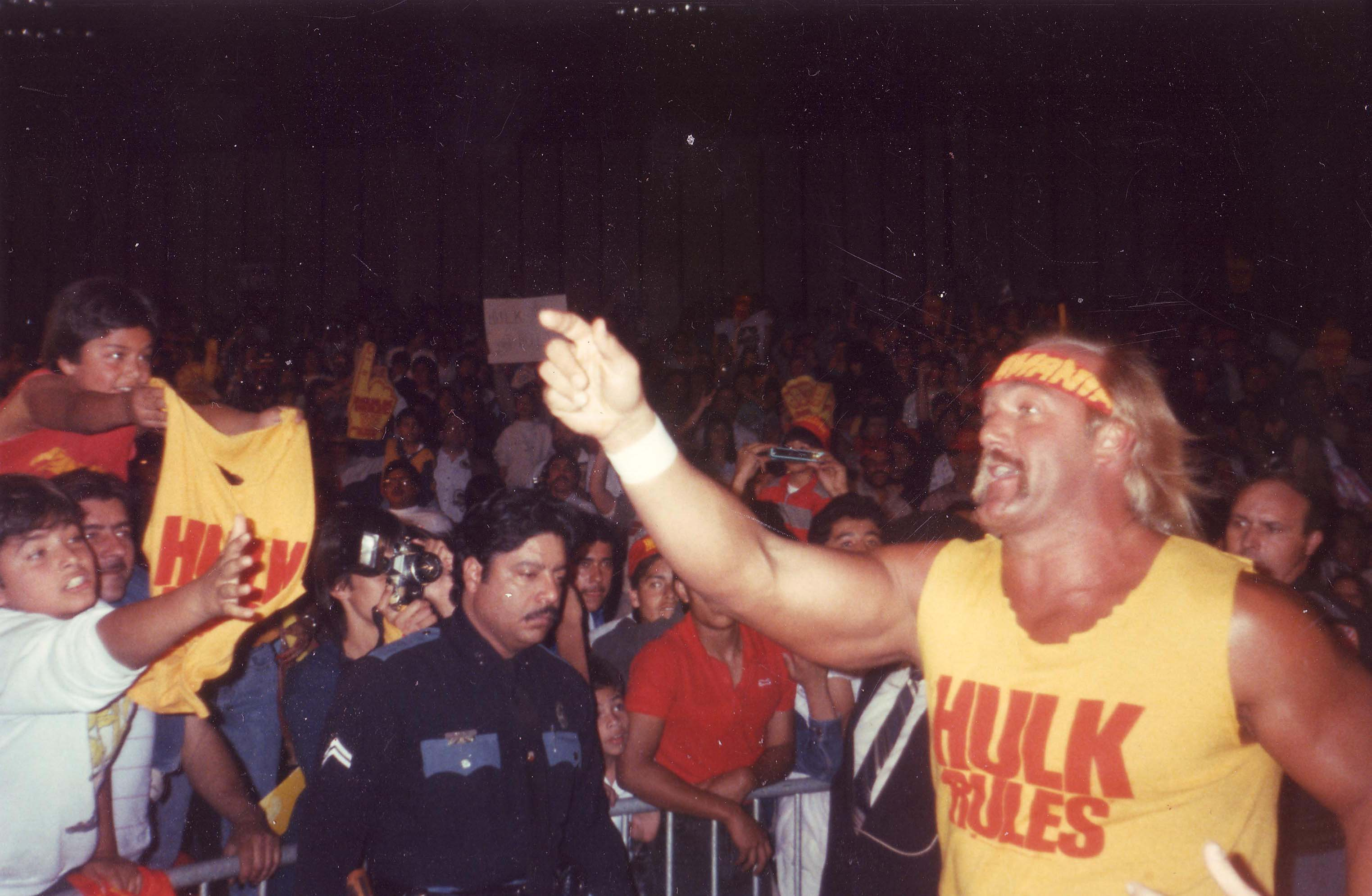
هالک هوگان در سال ۱۹۸۹، یکی از ستارگان اصلی دبلیودبلیواف در «دوره اوج کشتی حرفه‌ای در دهه ۱۹۸۰ میلادی»

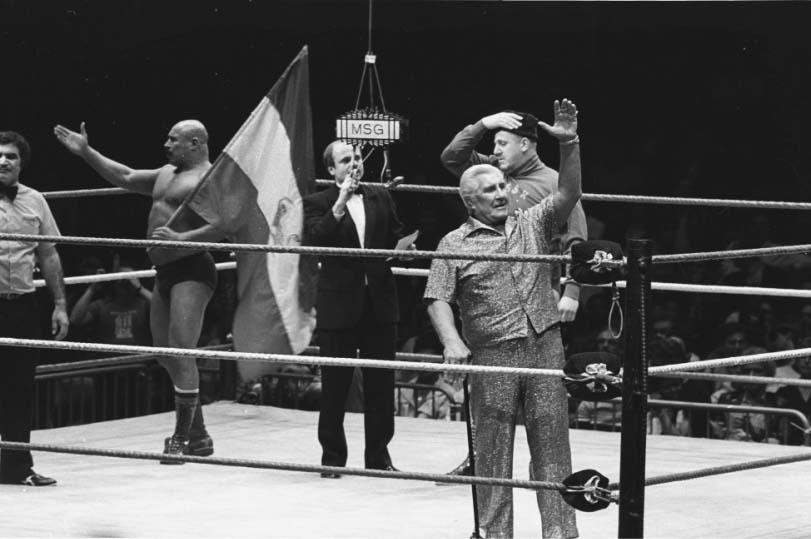
شیخ آهنین، کشتی‌گیر حرفه‌ای ایرانی و یکی از شخصیت‌های منفی دهه ۱۹۸۰ میلادی و تنها شخص ایرانی که موفق به کسب عنوان قهرمانی جهانی در کشتی حرفه‌ای شده است.

مک‌من زمانی که توانست هالک هوگان، استعداد انجمن کشتی آمریکا (AWA) را که هم در داخل و هم در خارج از کشتی (با حضور در فیلم راکی ۳) استخدام کند، قدرت زیاد و جذابیت بیشتری را برای دبلیودبلیواف به ارمغان بیاورد. مک‌من همچنین ردی پایپر را به عنوان رقیب هوگان جذب و جسی ونتورا را به عنوان گوینده رینگ استخدام نمود. کشتی‌گیران دیگری نیز در این دوران به دبلیودبلیواف پیوستند و باعث معروفیت بیش از پیش دبلیودبلیواف شدند، افرادی مثل: شیخ آهنین، نیکلای والکوف، جانکیارد داگ، پاول اورندورف، گرگ ولنتاین، ریکی استیمبوت، گروهبان اسلاتر، دان موراکو، جیمی اسنوکا و آندره د جاینت. بیشتر این افراد از AWA یا NWA به WWF پیوسته بودند.
دبلیودبلیواف با سرمایه‌گذاری برای انجام تورهای کشوری باعث شد که این شرکت در آستانه فروپاشی مالی و ورشکستگی پیش رود؛ آینده شرکت به یک ایده وینس مک‌من بستگی داشت که باعث موفقیت یا فروپاشی شرکت می‌شد، ایده‌ای به نام رسلمنیا.
رسلمنیا یک موفقیت بزرگ بود و به عنوان سوپر بول کشتی حرفه ای به بازار عرضه شد (و هنوز هم هست). البته مفهوم رویداد بزرگ کشتی حرفه‌ای در آمریکای شمالی چیز جدیدی نبود. ان‌دبلیوآ چند سال قبل شروع به اجرای استارکید کرده بود. با این حال، از نظر مک‌من، چیزی که رسلمنیا را از دیگر رویدادهای بزرگ این چنینی جدا می‌کرد، این بود که کسانی هم که کشتی حرفه‌ای را دنبال نمی‌کردند، بتوانند از این رویداد لذت ببرند. او از افراد مشهوری مانند آقای تی، محمد علی کلی و سیندی لاپر دعوت کرد تا در این رویداد شرکت کنند و همچنین قراردادی را با MTV برای ارائه پوشش منعقد کرد. رسلمنیای نخست، هیاهو و سروصدای زیادی به پا کرد که باعث شد دهه ۱۹۸۰ میلادی، دهه اوج‌گیری محبوبیت کشتی حرفه‌ای رقم بگیرد.
تجارت دبلیودبلیواف به‌طور قابل توجهی بر دوش مک‌من و هالک هوگان قهرمان و شخصیت محبوب مردم گسترش یافت. معرفی برنامه «رویداد اصلی شنبه شب» (به انگلیسی: Saturday Night's Main Event) در ان‌بی‌سی در سال ۱۹۸۵، منجر شد برای نخستین بار از دهه ۱۹۵۰، یک برنامه کشتی حرفه‌ای از تلویزیون پخش شود؛ هرچند پیش از آن نیز سی‌دبلیوسی تحت مالکیت وینس جی مک‌من هم مسابقات این شرکت را از تلویزیون دومانت پخش می‌کرد. «رونق کشتی» در دهه ۱۹۸۰ با رویداد رسلمنیا ۳ در سال ۱۹۸۷ و در میشیگان به اوج خود رسید و رکورد حضور ۹۳۱۷۳ نفر را ثبت کرد، رکوردی که به مدت ۲۹ سال تا رسلمنیا ۳۲ پابرجا بود. ریمچ (تکرار مسابقه) مسابقه اصلی رسلمنیا ۳ بین هالک هوگان که قهرمان دبلیودبلیواف بود و آندره د جاینت در نخستین برنامه تلویزیونی «رویداد اصلی» (به انگلیسی: The Main Event) در سال ۱۹۸۸ برگزار شد و ۳۳ میلیون نفر آن را مشاهده کردند که پربیننده‌ترین مسابقه کشتی حرفه‌ای در تاریخ تلویزیون آمریکای شمالی است.

#### نسل جدید (۱۹۹۷–۱۹۹۲)

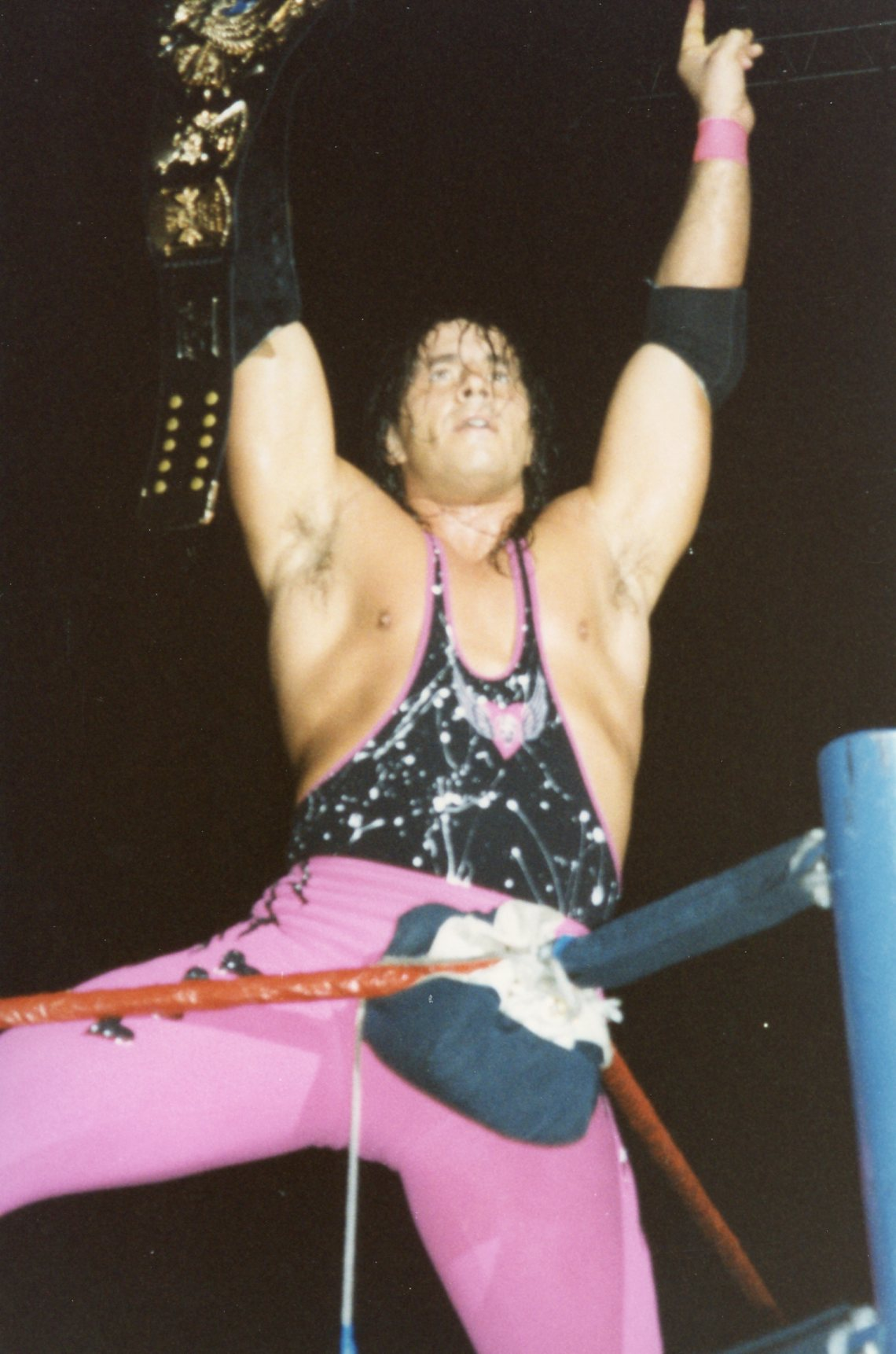
از دیدگاه بسیاری از افراد، چهره اصلی دبلیودبلیواف در این دوران، برت هارت بود. در دستان او، کمربند قهرمانی دبلیودبلیواف دیده می‌شود.

دبلیودبلیواف با اتهامات سوء استفاده و مصرف استروئید در سال ۱۹۹۲ مورد ضربه قرار گرفت. این اتهامات پس از آن بود که چندتن از کارمندان دبلیودبلیواف از این شرکت به دلیل آزار و اذیت جنسی شکایت کردند. هر چند مک‌من در نهایت تبرئه شد، اما این اتهامات، وجهه بدی را برای دبلیودبلیواف به همراه داشت. آزمایش استروئید در زمانی که دبلیودبلیواف درآمد کمی داشت، حدود ۵ میلیون دلار هزینه بر روی دست شرکت می‌گذاشت. این امر موجب شد بسیاری از کشتی‌گیران دبلیودبلیواف از جمله هالک هوگان به شرکت رقیب، دبلیوسی‌دبلیو (به انگلیسی: World Championship Wrestling) بپیوندند. در این دوره، دبلیودبلیواف، کشتی گیرانی را در سنین جوان‌تر از جمله: شاون مایکلز، دیزل، ریزر رامون، برت هارت، آندرتیکر و سایکو سید را در میان دیگران به نمایش می‌گذاشت تا استعدادهای جدید را در کانون توجه قرار دهد.
در ژانویه ۱۹۹۳، دبلیودبلیواف نخستین برنامه تلویزیونی کابلی خود را با نام دوشنبه‌شب‌های راو (به انگلیسی: WWF Monday Night RAW) آغاز کرد. دبلیوسی‌دبلیو هم برای رقابت با دبلیودبلیواف در سپتامبر ۱۹۹۵ برنامه‌ای دقیقاً در همان زمانی که راو پخش می‌شد را با نام ماندی نایترو (به انگلیسی: WCW Monday Nitro) آغاز کرد. این دو برنامه باعث شد که جنگی برای کسب مخاطب بیشتر بین این دو شرکت آغاز شود که به «جنگ دوشنبه‌شب‌ها» مشهور شد. از سال ۱۹۹۵ به مدت یک‌سال، گاهی دبلیودبلیواف مخاطبان بیشتری به دست می‌آورد و گاهی، دبلیوسی‌دبلیو پیش می‌افتاد؛ تا اینکه معادلات با تشکیل تیمی در دبلیوسی‌دبلیو متشکل از استعدادهای سابق دبلیودبلیواف تغییر کرد و باعث شد به مدت ۲ سال، دبلیوسی‌دبلیو از دبلیودبلیواف پیشی بگیرد. تیمی با نام «نظم نوین جهانی» (به انگلیسی: New World Order (nWo)) که اعضای آن، هالک هوگان، کوین نش (دیزل در WWF) و اسکات هال (ریزر رامون در WWF) بودند.

#### اتتیود ارا (۲۰۰۲–۱۹۹۷)
از آنجایی که دبلیودبلیواف در جذب مخاطب از شرکت رقیب عقب افتاده بود و وجود دبلیودبلیواف به خطر افتاده بود، وینس نیاز می‌دید که محتوای برنامه‌ها تغییری پیدا کند؛ از این رو WWF خود را از یک محصول دوستدار خانواده به یک محصول بزرگسال‌گرا تبدیل کرد که به عنوان «دوران نگرش» یا «اتیتود ارا» (به انگلیسی: Attitude Era) شناخته می‌شود. رهبری محتوایی این دوران بر دوش شین مک‌من (معاون دبلیودبلیواف و پسر وینس مک‌من) و نویسنده ارشد، وینس روسو بود.
سال ۱۹۹۷ با به مشکل خوردن قهرمان وقت دبلیودبلیواف، برت هارت و وینس مک‌من به اتمام رسید؛ قرارداد برت هارت با دبلیودبلیواف در پایان سال ۱۹۹۷ به اتمام می‌رسید؛ از طرفی برت هارت قهرمان وقت دبلیودبلیواف بود و با توجه به رقابتی که با مدعی عنوان قهرمانی، شاون مایکلز داشت، نمی‌خواست که در سروایور سریز ۱۹۹۷ که در زادگاه هارت یعنی مونترآل کانادا برگزار می‌شد، کمربندش را به رقیب طولانی‌مدتش ببازد؛ وینس هم نمی‌خواست بلایی که پیشتر بر سر کمربند قهرمانی زنان دبلیودبلیواف افتاد، بر سر کمربند اصلی دبلیودبلیواف بیفتد. (در سال ۱۹۹۵ قرارداد قهرمان زنان دبلیودبلیواف، مدوسا، به اتمام رسیده بود و قرارداد او تمدید نشد، او به دبلیوسی‌دبلیو پیوست و در نخستین حضورش درماندی نایترو، کمربند زنان دبلیودبلیواف را در سطل زباله انداخت) هارت و مک‌من توافق کردند که هارت در مسابقه بر سر کمربند قهرمانی مقابل شاون مایکلز در سروایور سریز پیروز شود و در روز بعد و در شوی راو، کمربند خود را واگذار کند؛ هرچند مک‌من زیر این توافق زد و در مسابقه، با به صدا درآوردن زنگ پایان مسابقه، هنگامی که مایکلز در حال انجام حرکت هارت بود، شاون را قهرمان دبلیودبلیواف کرد؛ در حالی که از این موضوع فقط مک‌من، داور و مایکلز خبر داشتند و حتی گزارشگران هم از این موضوع بی‌خبر بودند؛ اتفاقی که به «حادثه مونتریال» معروف شد. از دیدگاه بسیاری، آغاز اتیتود ارا از همین نقطه رقم خورد، همچنین با این اتفاق، وینس مک‌من، شخصیتی به عنوان «آقای مک‌من» که منفی بود، ایجاد کرد.
دبلیودبلیواف پیش از این حادثه، استعدادهای زیادی را از دبلیوسی‌دبلیو گرفت، افرادی مثل ویدر، میک فولی و استون کلد استیو آستین. استون کلد پس از پیروزی در کینگ آف د رینگ ۱۹۹۶ و تبدیل شدن به شخصیت محبوب مردم، به عنوان شخصیت مثبت، وارد رقابت با وینس مک‌من شد؛ محبوبیتی که استون کلد در آن دوران داشت، بسیار مانند محبوبیت هوگان در دهه ۱۹۸۰ بود. درگیری و رقابت میان مک‌من و استون کلد باعث شد دبلیودبلیواف در آوریل ۱۹۹۸، برای نخستین بار از سال ۱۹۹۶، دبلیوسی‌دبلیو را در جذب مخاطب شکست دهد.

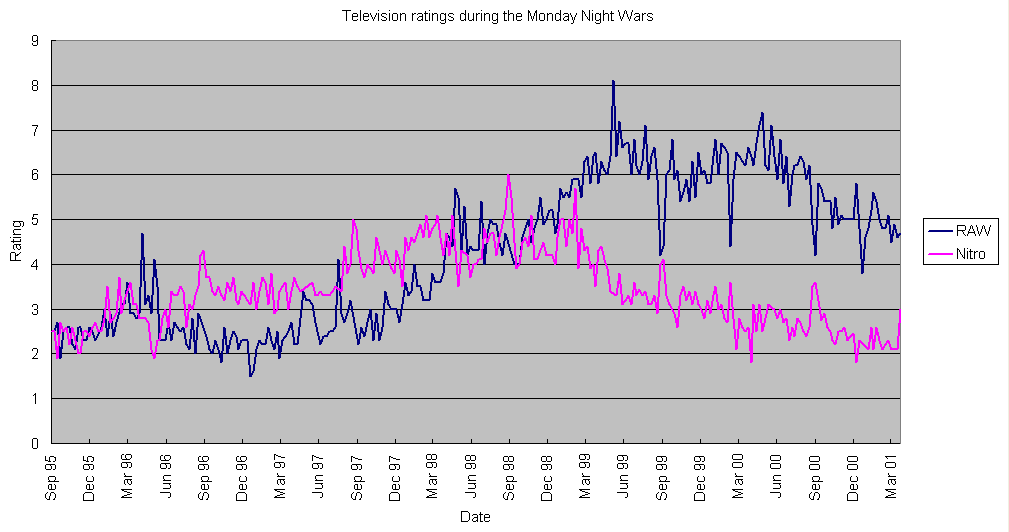
مخاطبان تلویزیونی دو برنامه «راو» (آبی) و «نایترو» (صورتی) از سپتامبر ۱۹۹۵ تا مارس ۲۰۰۱

استون کلد توانست در صحنه‌ای با حضور مایک تایسون، کمربند قهرمانی دبلیودبلیواف را در مارس ۱۹۹۸ و در رسلمنیا ۱۴ از شاون مایکلز بگیرد. سال ۱۹۹۸ به سال اوج کشتی حرفه‌ای در تاریخ تبدیل شد؛ راو توانست به‌طور بی‌سابقه‌ای مردم را پای تلویزیون بکشاند و مخاطبان نایترو، روز به روز در حال کاهش بود. در همان سال، شخصیت‌های مهم دیگری به دبلیودبلیواف پیوستند از جمله: د راک، تریپل اچ، کین و تیم‌هایی مثل دی جنریشن اکس و نیِشن آف دامنیْشِن.

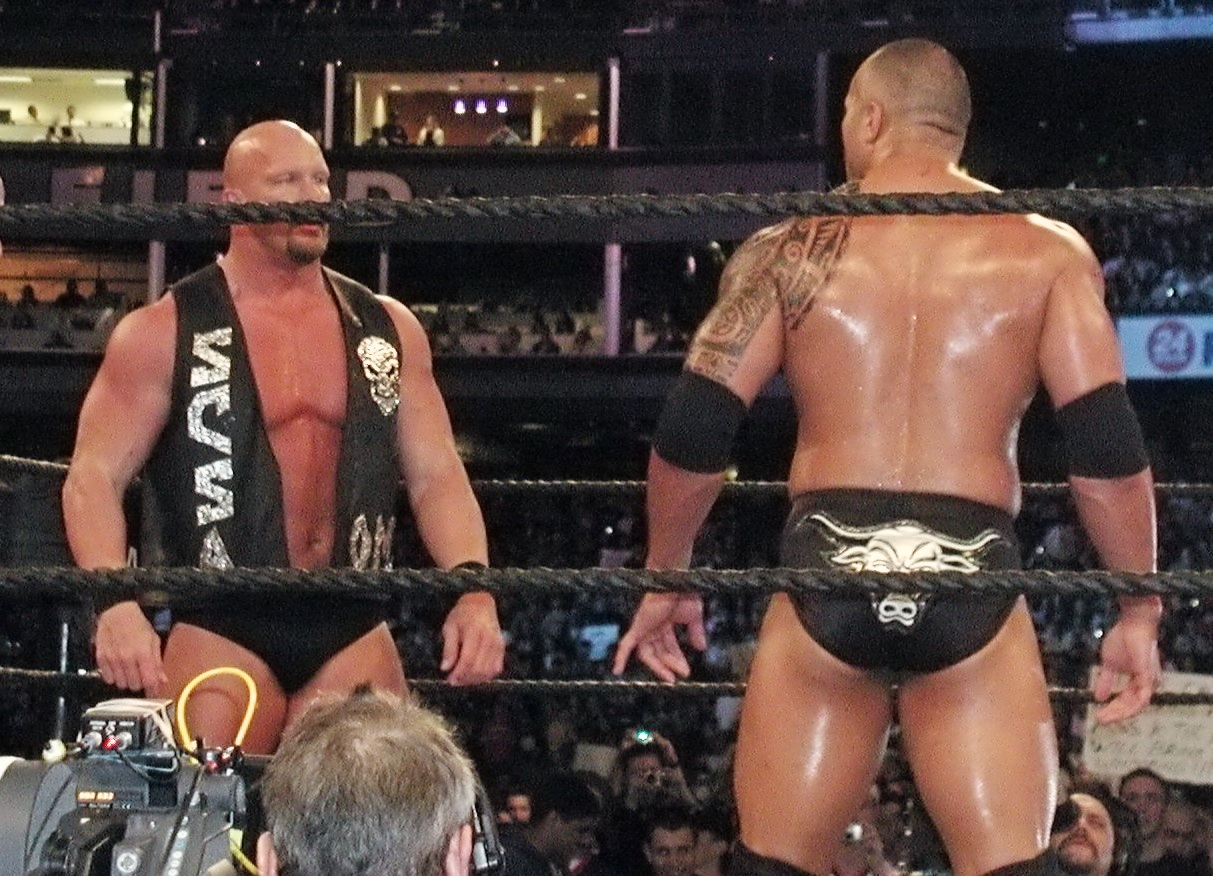
استون کلد و د راک، دو ستاره محبوب و از «نشانه‌های اتیتود ارا»

وینس روسو، نویسنده ارشد WWF نیز در شکل‌گیری دی جنریشن اکس در سال ۱۹۹۷، رقابت آندرتیکر و کین در سال ۱۹۹۸، رقابت استون کلد و آقای مک‌من، ظهور د راک و سه شخصیت میک فولی مشارکت داشت. سبک نویسندگی روسو شامل داستان‌های جنجالی اعم از محتوای جنسی، الفاظ رکیک، انحراف یا چرخش‌های غیرمنتظره به شخصیت مثبت و منفی و… بود.

### ورلد رسلینگ فدریشن اینترتینمنت (۲۰۰۲-۱۹۹۹)

#### عرضه اولیه سهام (۱۹۹۹)
در اتیتود ارا، دبلیودبلیواف، پوشش تلویزیونی و ساختار تجاری خود را نیز گسترش داد. در تابستان ۱۹۹۹، شرکت مادر دبلیودبلیواف از تایتان اسپورتز به ورلد رسلینگ فدریشن اینترتینمنت (به انگلیسی: World Wrestling Federation Entertainment, Inc) تغییرنام داد و شرکت در اکتبر ۱۹۹۹ به شرکت سهامی عام تبدیل و هر سهام آن با قیمت ۱۷ دلار به فروش رسید و در اکتبر ۲۰۰۰ نام دبلیودبلیواف در بورس نیویورک نیز قرار گرفت.

#### پایان اتتیود ارا (۲۰۰۲-۱۹۹۹)
در آوریل ۱۹۹۹، دبلیودبلیواف یک برنامه تلویزیونی جدید با نام اسمک‌داون! را از شبکه یوپی‌ان پخش کرد تا با رقابت به برنامه تندر دبلیوسی‌دبلیو بپردازد. همچنین در سال ۲۰۰۱ دبلیودبلیواف با همکاری ان‌بی‌سی، یک لیگ فوتبال آمریکایی حرفه‌ای به نام XFL به وجود آورد؛ هرچند این لیگ تنها یک فصل داشت و پس از آن، تعطیل شد.
در رسلمنیا ۲۰۰۰، خانواده مک‌من با همدیگر به رقابت پرداختند، به گونه‌ای که یک مسابقه ۴ نفره حذفی بر سر کمربند قهرمانی دبلیودبلیواف برگزار شد، بیگ شو (با همراهی شین مک‌من)، د راک (با همراهی آقای مک‌من)، تریپل اچ (با همراهی استفانی مک‌من) و میک فولی (با همراهی لیندا مک‌من)؛ در پایان آقای مک‌من به راک خیانت کرد و تریپل اچ موفق به نگهداری عنوان قهرمانی‌اش شد. این یک اتفاق تاریخی بود زیرا برای نخستین بار، یک شخصیت منفی در مسابقه پایانی رسلمنیا موفق به پیروزی می‌شد.
استون کلد در آنفورگیوِن ۲۰۰۰ به دبلیودبلیواف برگشت و در نو مرسی هم با ریکیشی مسابقه داد و با پیروزی، انتقام مصدومیتش را گرفت. استون کلد بعداً و در سال ۲۰۰۱، برای سومین بار برنده مسابقه رویال رامبل شد و در رسلمنیا ۱۷، د راک را با کمک دشمن سابق، آقای مک‌من، شکست داد و به شخصیت منفی تبدیل شد. در این زمان بود که رسماً دبلیودبلیواف، پیروز جنگ دوشنبه‌شب‌ها شد.

#### دوران تهاجم (۲۰۰۲–۲۰۰۱)
دبلیودبلیواف در آوریل ۲۰۰۱، دبلیوسی‌دبلیو را خریداری کرد و بدین‌ترتیب، «جنگ دوشنبه‌شب‌ها» به اتمام رسید؛ هرچند وینس از این نقطه هم به نفع خودش استفاده کرد و داستان «تهاجم» را ایجاد کرد. در این داستان، این شین مک‌من بود که دبلیوسی‌دبلیو را خریداری کرده بود و این خرید را در قسمت آخر نایترو که به صورت همزمان در راو هم پخش می‌شد، اعلام کرد. برای نخستین بار از آغاز جنگ دوشنبه‌شب‌ها، یک درگیری بین دو شرکت کشتی حرفه‌ای در جریان بود، هرچند این داستان، آنچنان که انتظار می‌شد، خوب پیش نرفت. یکی از دلایل اصلی این اتفاق، این بود که بسیاری از کشتی‌گیران اصلی دبلیوسی‌دبلیو، نه با این شرکت، بلکه با شرکت مادر سابق آن یعنی وارنر مدیا قرارداد داشتند. دلیل قرارداد این کشتی‌گیران با شرکت مادر این بود که می‌توانستند درآمد بیشتری را نسبت به دبلیودبلیواف دریافت کنند.
در ژوئیه ۲۰۰۱، استفانی مک‌من اعلام کرد که او ای‌سی‌دبلیو (به انگلیسی: Extreme Championship Wrestling) را خریداری کرده و ECW و WCW با همدیگر، جناح «متحدین» را با رهبری شین و استفانی مک‌من و پاول هیمن (مالک اصلی ای‌سی‌دبلیو) را در مبارزه با دبلیودبلیواف تشکیل می‌دهند. در این داستان، استون کلد به کمک دبلیودبلیواف آمده بود، هرچند در اینویژن، به دبلیودبلیواف پشت کرد و باعث شد که متحدین پیروز شوند. در سروایور سریز ۲۰۰۱، دبلیودبلیواف در یک مسابقه «برنده، صاحب همه چیز است»، متحدین را شکست دادند و پایان داستان تهاجم رقم خورد. پس از پایان داستان تهاجم، دبلیودبلیواف تغییرات مهمی را در برنامه‌های خود ایجاد کرد؛ از جمله برگشت ریک فلر به عنوان «یکی از مالکان دبلیودبلیواف» و رقابت با وینس مک‌من، برگشت جری لالر به عنوان گزارشگر پس از ۹ ماه غیبت و جایگزینی‌اش با پاول هیمن که مثلاً توسط وینس «اخراج» شد، حضور برخی از کشتی‌گیران جناح متحدین در دبلیودبلیواف مثل بوکرتی، راب ون دم، کریس جریکو و…. در ونجنس ۲۰۰۱ و در مسابقه‌ای بر سر ادغام کمربندان قهرمانی دبلیودبلیواف و دبلیوسی‌دبلیو، کریس جریکو موفق به شکست دادن همزمان د راک و استون کلد شد و نخستین قهرمان «بی چون و چرای» دبلیودبلیواف شد.
وینس همچنین اعضای nWo را به دبلیودبلیواف برگرداند، هالک هوگان که همچنان شخصیت محبوبی بود، با د راک در رسلمنیا ۱۸ مسابقه داد که راک پیروز شد. اما مشکل جدید دبلیودبلیواف این بود که با افزوده شدن کشتی‌گیرانی از دبلیوسی‌دبلیو و ای‌سی‌دبلیو به دبلیودبلیواف، تعداد کشتی‌گیران بسیار زیاد شده بود؛ این مشکل با معرفی «تفکیک برندها» حل شد، به گونه ای که کشتی‌گیران در برندهای راو و اسمک‌دان! تقسیم می‌شدند، حتی داوران، گزارشگران و گویندگان رینگ نیز از این قاعده مستثنی نبودند. هر برند یک مدیر داشت که در تلویزیون، مسابقات را ایجاد می‌کرد. در ۲۵ مارس ۲۰۰۲ و در شوی راو، نخستین قرعه‌کشی تفکیک کشتی‌گیران انجام شد و تفکیک برندها به صورت رسمی در ۱ آوریل ۲۰۰۲ صورت گرفت.

### ورلد رسلینگ اینترتینمنت (۲۰۲۳-۲۰۰۲)

#### تغییر نام شرکت (۲۰۰۲)
در سال ۲۰۰۲، طی شکایت صندوق جهانی طبیعت از فدراسیون جهانی کشتی بر سر نام اختصاری «دبلیودبلیواف» که هر دو شرکت از آن استفاده می‌کردند و شکست خوردن فدراسیون جهانی کشتی در این شکایت، این شرکت مجبور به تغییر نام خود به ورلد رسلینگ اینترتینمنت و به اختصار، دبلیودبلیوئی یا WWE شد.

#### دوران تهاجم بی‌رحمانه (۲۰۰۸–۲۰۰۲)

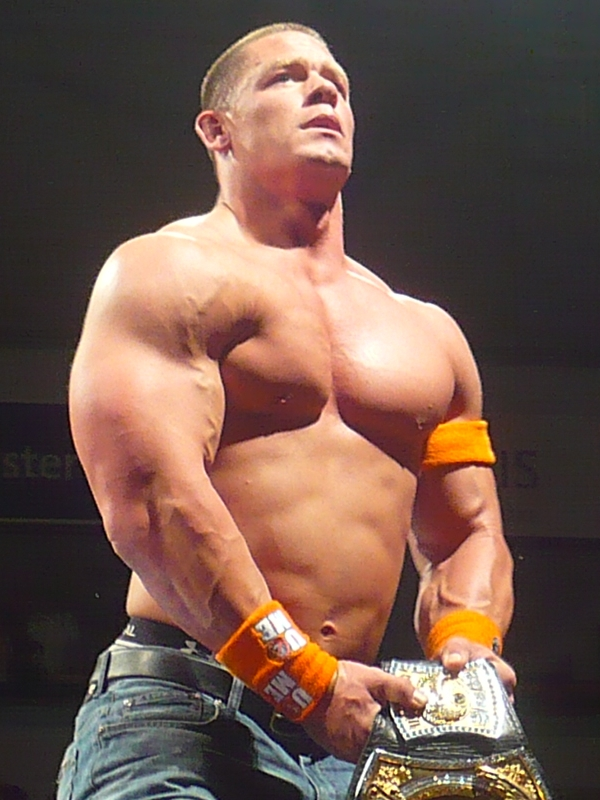
۱۷ بار قهرمان جهان، جان سینا که با اختلاف، مهم‌ترین ستاره این دوران بود. در دستان او، کمربند قهرمانی دبلیودبلیوئی مشاهده می‌شود، کمربندی که ۱۴ بار قهرمان آن شد.

در شوی راو به تاریخ ۲۴ ژوئن ۲۰۰۲، وینس مک‌من رسماً اعلام کرد که دوران جدیدی با نام «روثلِس اگْرَشِن» یا «تهاجم بی‌رحمانه» آغاز شده است. چندماه بعد و پس از اینکه براک لزنر قهرمان دبلیودبلیوئی شد و اعلام کرد که به اسمک‌داون! می‌پیوندد و کمربند قهرمانی جدیدی با نام «کمربند قهرمانی سنگین‌وزن جهان» برای برند راو ایجاد شد، کمربندهای قهرمانی نیز مختص به یک برند شدند. به جز کمربندان، حتی دو برند، پی پر ویوهایی مختص به کشتی‌گیران برند خود ایجاد کردند (به جز چهار پی پر ویوی اصلی کمپانی یعنی رویال رامبل، رسلمنیا، سامراسلم و سروایور سریز که هر دو برند در آن شرکت داشتند)؛ پی پر ویوهای اختصاصی هر برند تا سال ۲۰۰۷ (رسلمنیا ۲۳) ادامه داشت.

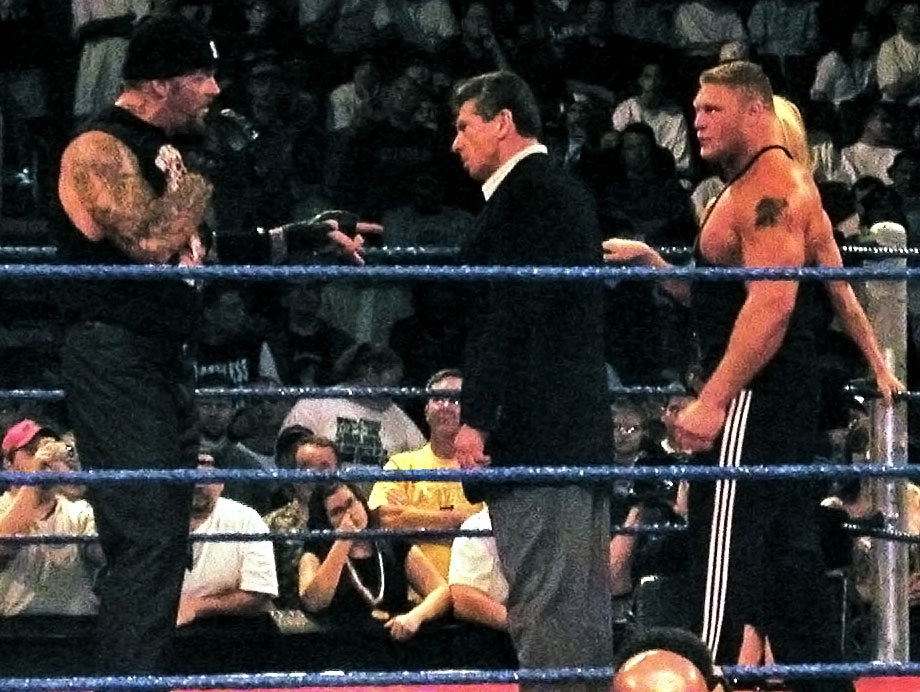
آندرتیکر، یکی از محبوب‌ترین شخصیت‌های دبلیودبلیوئی و ۷ بار قهرمان جهان که تا سال ۲۰۱۴، در رسلمنیا شکست‌ناپذیر بود (۲۱ پیروزی و ۰ باخت). طلسم شکست ناپذیری او توسط براک لزنر در رسلمنیا ۳۰ شکسته شد.

این دوران شباهت‌هایی با اتیتود ارا داشت، از جمله محتوای جنسی و خشونت‌آمیز و استفاده از الفاظ رکیک. دو ستاره اصلی دوران اتیتود ارا یعنی استون کلد و د راک، در سال ۲۰۰۳ و ۲۰۰۴ شرکت را ترک کردند و استعدادهای جدیدی پا به عرصه گذاشتند؛ افرادی مثل براک لزنر که جوان‌ترین قهرمان دبلیودبلیوئی شد و رندی اورتن که تبدیل به جوان‌ترین قهرمان سنگین‌وزن جهان شد. تریپل اچ نیز بیشتر از اتیتود ارا چهره شد، همچنین طلسم شکست ناپذیری آندرتیکر در رسلمنیا در این دوران بیشتر دیده شد. کشتی‌گیران دیگری نیز از این دوران مطرح شدند، افرادی مثل: ادی گررو، ری میستریو، کرت انگل، کریس بنوا، اج، جی‌بی‌ال، راب ون دم و مهم‌ترین آنها، جان سینا. همچنین افراد زیادی از دبلیوسی‌دبلیو شامل اریک بیشاف (نویسنده دبلیوسی‌دبلیو)، گلدبرگ، کوین نش و… به دبلیودبلیوئی بازگشتند و پی‌پرویوی بَش که مالک آن WCW بود نیز به لیست پی پر ویوهای WWE افزوده شد.

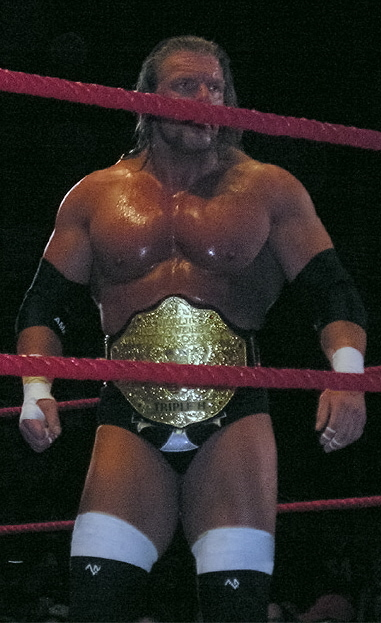
قهرمان ۱۴ دوره جهان، تریپل اچ (در این تصویر، قهرمان سنگین‌وزن جهان) یکی از کشتی‌گیران برجسته این دوران بود، با حضور در مسابقه پایانی سه رسلمنیای پیاپی ۲۰، ۲۱ و ۲۲ و رهبری گروه منفی اوولوشن.

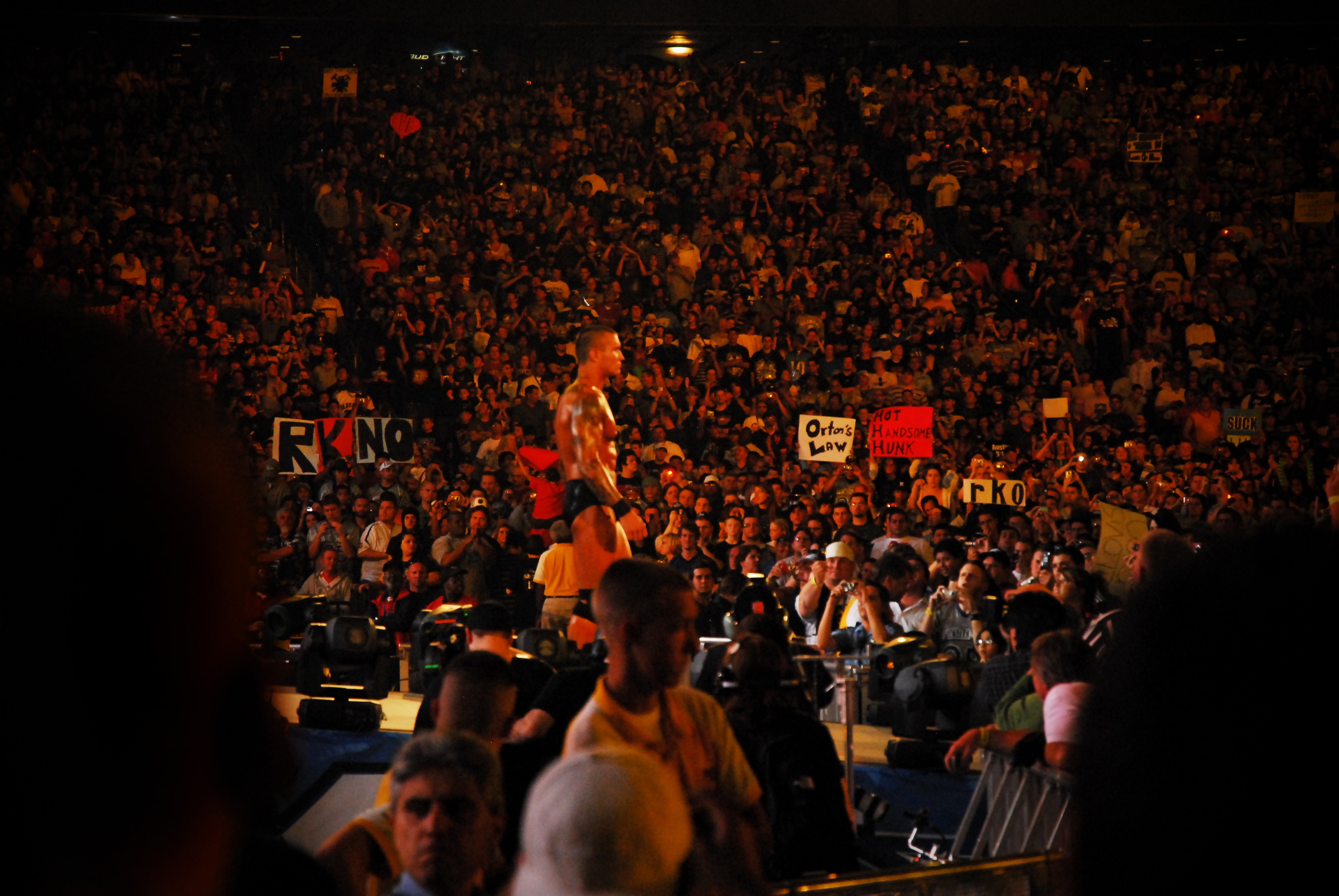
قهرمان ۱۵ دوره جهان، رندی اورتن، یکی از کشتی‌گیرانی که از این دوران به کشتی حرفه‌ای معرفی شد.

شاید مهم‌ترین تیمی که در این دوران به ذهن افراد می‌رسد، تیم اوولوشن بود؛ متشکل از رندی اورتن، باتیستا، ریک فلر و به رهبری تریپل اچ که از سال ۲۰۰۳ تا ۲۰۰۵ و با خیانت اعضا به رندی اورتن پس از قهرمانی‌اش، پابرجا بود. همچنین رندی اورتن با شخصیت «قاتل اسطوره‌ها» با افرادی مثل آندرتیکر و هالک هوگان رقابت داشت، همچنین جرقه رقابت میان رندی اورتن و جان سینا از این دوران و به‌طور دقیق از سال ۲۰۰۷ آغاز شد، رقابتی که تا سال ۲۰۱۴ و به مدت ۷ سال به طول انجامید.
همچنین مسابقه مانی این د بنک که خالق آن کریس جریکو است، از این دوران به وجود آمد، مسابقه‌ای که اوایل در رسلمنیا برگزار می‌شد اما بعدها خود یک پی‌پرویوی مستقل شد و یکی از مهم‌ترین مسابقات دبلیودبلیوئی است. اولین مسابقه مانی این د بنک در سال ۲۰۰۵، اولین پی‌پرویوی مستقل در ۲۰۱۰ و اولین مسابقه مانی این د بنک مختص به زنان در ۲۰۱۷ صورت گرفت و موجب ترقی حرفه بسیاری از افراد نظیر سی‌ام پانک، د میز، دنیل برایان، سث رالینز، دین امبروز، کارملا، الکسا بلیس و لیو مورگان شد.
از سال ۲۰۰۶ تا ۲۰۱۰، ای‌سی‌دبلیو نیز به عنوان برند سوم دبلیودبلیوئی فعال شد و از این رو، دبلیودبلیوئی دارای سه کمربند جهانی شد: قهرمانی دبلیودبلیوئی، سنگین‌وزن جهانی و ای‌سی‌دبلیو. کشتی‌گیران مطرحی نظیر سی‌ام پانک از این برند کار خود را آغاز کرده و از چهره‌های مهم دوران بعدی شدند.
آخرین پی پر ویوی دبلیودبلیوئی که دارای محتوای بزرگسال بود، د گریت امریکن بش ۲۰۰۸ بود و پس از ۱۱ سال، دبلیودبلیوئی مجدداً به محتوای خانوادگی یا PG بازگشت.

#### دوران پی‌جی (۲۰۱۴–۲۰۰۸)

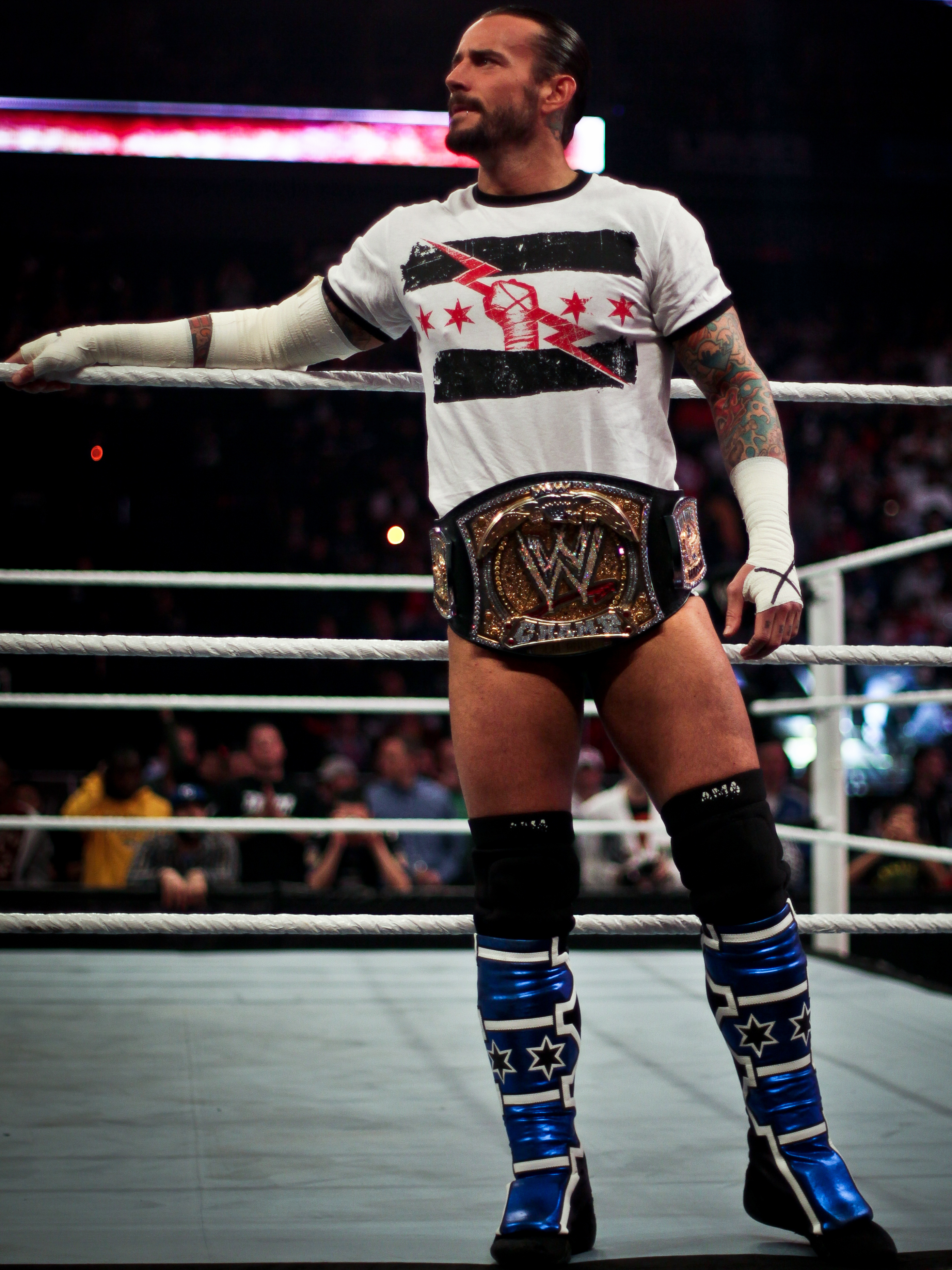
۶ بار قهرمان جهان، سی‌ام پانک، یکی از محبوب‌ترین ستارگان دبلیودبلیوئی در این دوران بود. ۴۳۴ روز قهرمانی دبلیودبلیوئی او، طولانی‌ترین قهرمانی در ۲۵ سال گذشته بود.

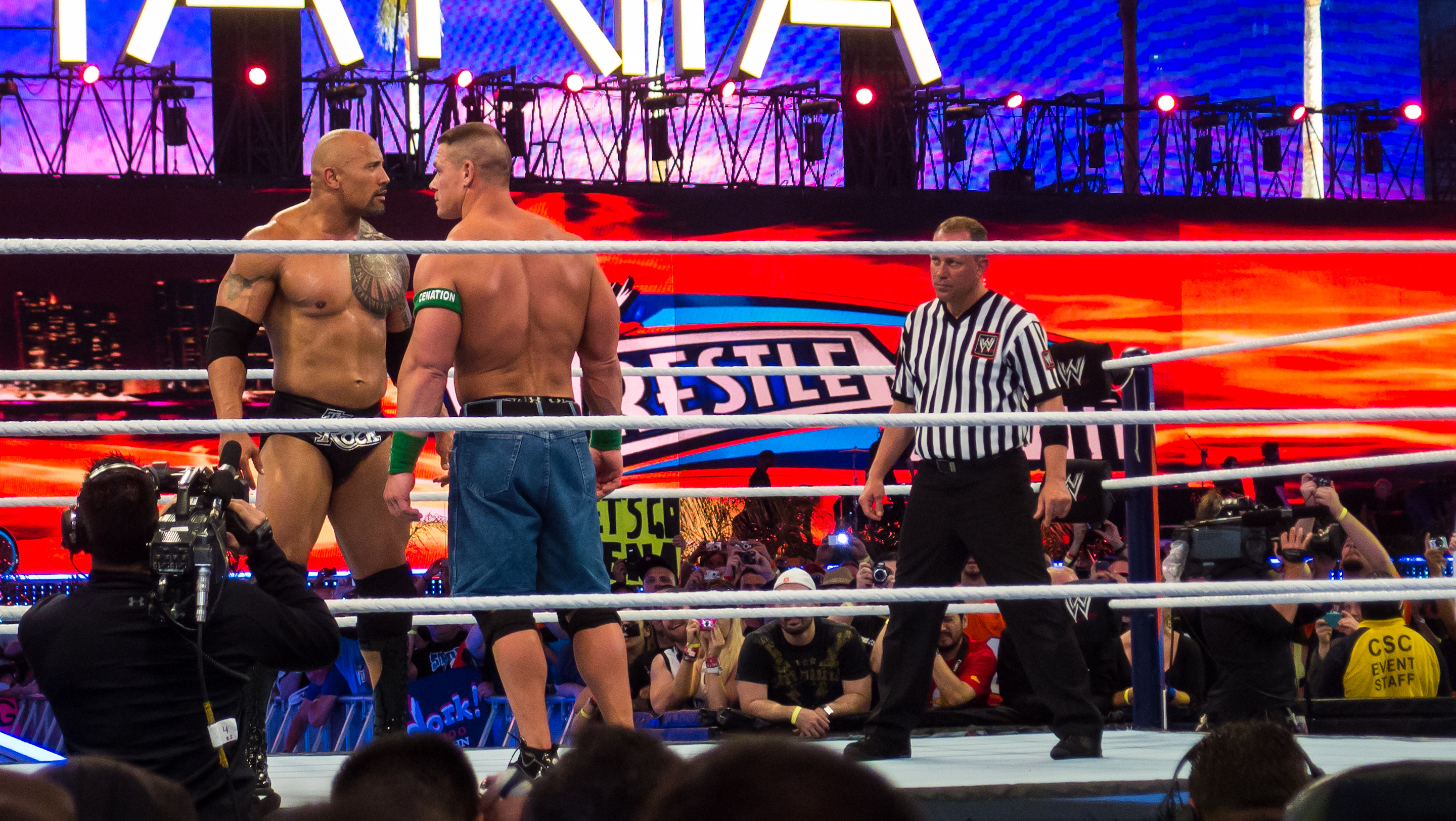
جان سینا و د راک در رسلمنیا ۲۸

در تابستان ۲۰۰۸، دبلیودبلیوئی از محتوای خشونت‌آمیز خود کاست، به طوریکه در ۲۲ ژوئیه ۲۰۰۸، برنامه‌های دبلیودبلیوئی به محتوای خانوادگی PG برگشت و پی پر ویوی سامر اسلم ۲۰۰۸ به نخستین پی پر ویو با محتوای PG تبدیل شد. با وجود اینکه برنامه‌های اسمک‌دان از نخستین قسمت در ۱۹۹۹ میلادی همیشه با رتبه‌بندی PG پخش می‌شد، اما شوی راو همچنان به صورت TV-14 که محتوای خشونت‌آمیزتری داشت، پخش می‌شد. در حالی که طرفداران در اوایل، این دوران را «دوران پی‌جی» می‌نامیدند، ارجاعاتی از خود کشتی‌گیران نیز بعداً به دست آمد، مانند تریپل اچ و ناتالیا در مستندهای تولیدی دبلیودبلیوئی. نمونه قابل توجه دیگر این بود که حرکت پایانی معروف جان سینا، F-U، به Attitude Adjustment تغییر نام داد. خون‌ریزی عمدی نیز که در مسابقات زیادی اتفاق می‌افتاد، ممنوع شد. جان سینا همچنان ستاره اصلی شرکت بود.
کشتی‌گیران جدید نظیر شیمس، د میز و آلبرتو دل ریو نیز در این دوران موفق به کسب قهرمانی جهانی شد. همچنین در سال ۲۰۰۹، اعضای تیم دی جنریشن اکس مجدداً به همدیگر ملحق شدند تا به درگیری با تیم لگاسی که متشکل از کودی رودز، تد دیبیاسی و به رهبری رندی اورتن بود، بپردازند. بعداً دی اکس موفق به کسب عنوان قهرمانی تگ تیم با شکست دادن کریس جریکو و بیگ شو در مسابقه تی‌ال‌سی شد. در رسلمنیا ۲۶، شاون مایکلز به درگیری با آندرتیکر پرداخت که منجر به مسابقه‌ای بر سر «شکست ناپذیری یا بازنشستگی» شد که شاون، مسابقه را باخت و بازنشسته شد. در اوت ۲۰۱۱، دبلیودبلیوئی اعلام کرد که تفکیک برندها به پایان رسیده است و کشتی‌گیران هر دو برند، می‌توانند در هر دو شو حضور داشته باشند. سال ۲۰۱۱ از دیدگاه بسیاری، بهترین سال این دوران بود؛ وقتی‌که دو ستاره محبوب این دوران یعنی جان سینا و سی‌ام پانک به رقابت بر سر قهرمانی دبلیودبلیوئی پرداختند؛ به گونه‌ای که مسابقه آنها در مانی این د بنک ۲۰۱۱ به عنوان یکی از بهترین مسابقات تاریخ دبلیودبلیوئی شناخته می‌شود. پانک که در تابستان ۲۰۱۱ به سبب پروموی معروف «پایپ بامب» که ریاست دبلیودبلیوئی را نشانه گرفت، توانست قهرمان دبلیودبلیوئی به مدت ۴۳۴ روز شود که ششمین قهرمانی طولانی‌مدت دبلیودبلیوئی در تاریخ است. او کمربند را در رویال رامبل ۲۰۱۳ به د راک باخت، هرچند خود راک کمی بعد و در رسلمنیا ۲۹، کمربند را به سینا باخت، مسابقه‌ای که سال پیش و در رسلمنیا ۲۸ با پیروزی راک به اتمام رسیده بود.
در تی‌ال‌سی ۲۰۱۳، مسابقه‌ای بر سر دو کمربند قهرمانی سنگین‌وزن جهانی و دبلیودبلیوئی که به ترتیب در دستان رندی اورتن و جان سینا بود، با پیروزی اورتن به اتمام رسید و این دو کمربند با همدیگر ادغام شدند و کمربند به «قهرمانی سنگین‌وزن دبلیودبلیوئی» تغییر نام داد.

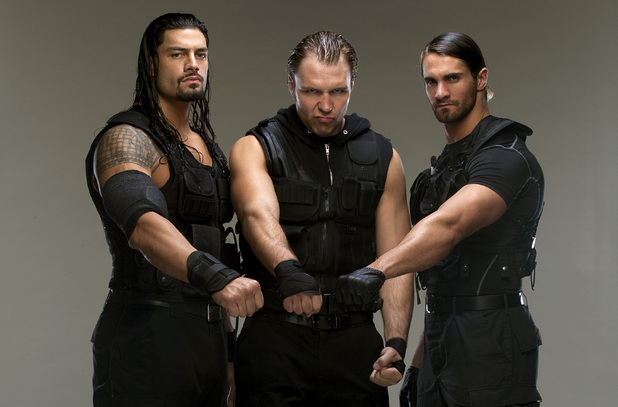
گروه شیلد، متشکل از سث رالینز، دین امبروز و رومن رینز (به ترتیب از راست به چپ)

تیم پرطرفدار این دوران بدون شک شیلد بود، تیمی متشکل از سث رالینز، دین امبروز و رومن رینز که ۳ بار قهرمان تگ تیم شدند و خود این افراد، توانستند قهرمانی‌های انفرادی بسیاری از جمله قهرمانی جهانی به دست بیاورند. درگیری این تیم با آثوریتی و خیانت رالینز در شوی راو بعد از بکلش ۲۰۱۴ پس از پیروزی مقابل آثوریتی، بسیار برای تماشاگران شوکه کننده بود.
در فوریه ۲۰۱۰، دبلیودبلیوئی برند ان‌اکس‌تی را به عنوان جایگزین ای‌سی‌دبلیو ایجاد کرد؛ هرچند در ابتدا این برند در ابتدا نه به عنوان برند آموزشی امروزی، بلکه به‌طور یک برنامه ریالیتی شو ایجاد شد و به صورت فصل‌بندی بود. فصل نخست با پیروزی وید برت به اتمام رسید و تنها چندروز بعد، گروه نکسوس از ان‌اکس‌تی به شوی راو آمده و در مسابقه سی‌ام پانک و جان سینا و کل شو، اخلال ایجاد کردند. در همین قسمت، دنیل برایان، گوینده رینگ، جاستین رابرتز را با کرواتش، خفه کرد که باعث شد دبلیودبلیوئی اعلام کند «با توجه به اینکه این اتفاق برای محتوای خانوادگی ما، بسیار خشونت‌آمیز بود»، دنیل برایان را به‌طور واقعی (و نه داستانی) اخراج کند، هرچند او به دلیل اعتراض هواداران، مجدداً استخدام شد و در جریان مسابقه سامر اسلم ۲۰۱۰ به کمک تیم دبلیودبلیوئی در مبارزه با تیم نکسوس آمد و باعث پیروزی WWE شد. ان‌اکس‌تی به مدت چهار فصل دیگر با روند ریالیتی شو ادامه یافت و کاوال، کیتلین و فاندانگو برنده شدند. فصل پنجم به‌طور رسمی برنده نداشت اما تنها شخصی که باقی‌ماند، EC3 بود. پس از آن در ۲۰۱۲، با تعطیلی برند آموزشی سابق، FCW، ان‌اکس‌تی به‌طور رسمی به عنوان برند آموزشی شروع به فعالیت کرد. برنامه‌های ان‌اکس‌تی از ۲۰۱۲ تا ۲۰۲۰ در دانشگاه فول سِیل در اورلاندو برگزار می‌شد تا اینکه در پاییز ۲۰۲۰، برنامه‌ها در مرکز تمرینی دبلیودبلیوئی برگزار و ان‌اکس‌تی به عنوان برند سوم (و نه برند آموزشی) در کنار راو و اسمک‌دان تبدیل شد، هرچند در سپتامبر ۲۰۲۱، ان‌اکس‌تی به برند آموزشی و تحت نام «ان‌اکس‌تی ۲٫۰» تغییر فعالیت داد، یک سال بعد، «۲٫۰» از نام ان‌اکس‌تی حذف شد.

#### ریالیتی ارا (۲۰۱۶–۲۰۱۴)

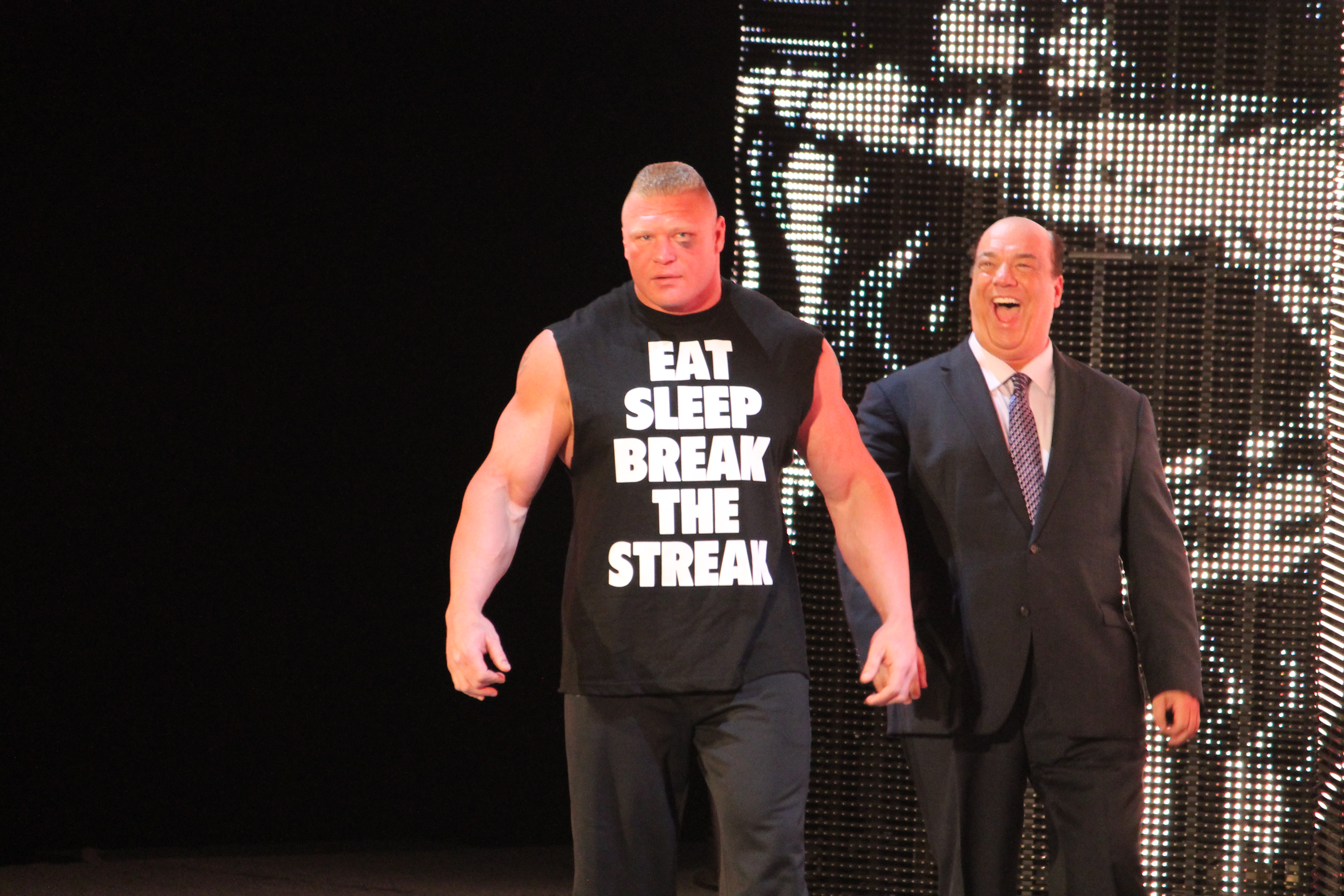
براک لزنر به همراه پاول هیمن، در شوی راو پس از رسلمنیا ۳۰ و پایان دادن به شکست ناپذیری آندرتیکر در رسلمنیا

در سال ۲۰۱۳، دنیل برایان به یکی از محبوب‌ترین کشتی‌گیران دبلیودبلیوئی تبدیل شد و حتی در مواقعی که خود برایان حضور نداشت، تماشاگران با فریاد زدن تشویق «!YES» او، در برنامه اخلال ایجاد می‌کردند. شب پس از رویال رامبل ۲۰۱۴، سی‌ام پانک، دبلیودبلیوئی را به دلیل احساس بدرفتاری توسط مقامات شرکت ترک کرد. در همین حال، خشم طرفداران به دلیل سوء استفاده از شخصیت برایان منجر به تغییر برنامه‌ریزی نشده‌ای برای مسابقه اصلی رسلمنیا ۳۰ شد. در قسمت ۲۴ مارس ۲۰۱۴ راو، رقیب آن زمان برایان، تریپل اچ، از این دوران دبلیودبلیوئی به نام دوران واقعیت یا «ریالیتی ارا» نام برد. برایان بعداً و با افزوده شدن به مسابقه قهرمانی سنگین‌وزن دبلیودبلیوئی در رسلمنیا ۳۰، رندی اورتن و باتیستا را شکست داد و قهرمان جهان شد. همچنین رسلمنیا ۳۰ به دلیل شکست آندرتیکر مقابل براک لزنر نیز مشهور است، شکستی که منجر به پایان نوار شکست ناپذیری آندرتیکر در رسلمنیا شد. لزنر پس از آن نیز با شکست دادن جان سینا در سامر اسلم ۲۰۱۴، قهرمان سنگین‌وزن جهان دبلیودبلیوئی شد. این اتفاق از دیدگاه بسیاری، باعث شد براک لزنر به شخصیت و ستاره اصلی شرکت تبدیل شود؛ جایگاهی که از سال ۲۰۰۵ متعلق به سینا بود. لزنر در این دوران به عنوان یکی از قدرتمندترین کشتی‌گیران دبلیودبلیوئی تبدیل شد. همچنین سامر اسلم ۲۰۱۴، نخستین پی پر ویوی دبلیودبلیوئی با لوگوی جدید و کنونی این شرکت بود. در این دوران بود که شبکه دبلیودبلیوئی به عنوان شبکه رسانه جاری اینترنتی شرکت به وجود آمد. در پادکست استون کلد در این شبکه که مهمان آن، تریپل اچ بود، هر دوی آنها اعلام کردند چیزی که در این صنعت با نام «کی‌فِیب» شناخته می‌شود و به‌طور خلاصه به این معنی است که اتفاقات رخ داده در کشتی حرفه‌ای واقعی است و نه نمایشی، در دبلیودبلیوئی مدرن مرده است. تریپل اچ همچنین اضافه کرد:
مردم و هواداران بیش از پیش از پشت صحنه برنامه‌های دبلیودبلیوئی [و جنبه از پیش تعیین شده آن] خبر دارند و افزون بر این، نفوذ بیشتری بر روی تصمیمات شرکت نسبت به گذشته دارند.
مسابقه سه نفره بین سث رالینز، جان سینا و براک لزنر در رویداد رویال رامبل ۲۰۱۵ مورد تحسین منتقدان قرار گرفت و به عنوان یکی از بهترین مسابقات سال شناخته شد. همچنین مسابقه اوپن چلنچ بر سر عنوان قهرمانی ایالات متحده بین قهرمان جان سینا و رقیب سزارو در قسمت ۶ ژوئیه ۲۰۱۵ شوی راو نیز به عنوان یکی از بهترین مسابقات تاریخ راو به‌طور گسترده مورد تحسین قرار گرفت. همچنین اسطوره دبلیوسی‌دبلیو، استینگ که از زمان خریداری WCW توسط WWE، هیچگاه در دبلیودبلیوئی حاضر نشده بود، در سروایور سریز ۲۰۱۴ پا به این شرکت گذاشت و در رسلمنیا ۳۱ با تریپل اچ مسابقه داد، مسابقه‌ای که با شکست استینگ همراه بود. همچنین در این رسلمنیا، سث رالینز با «کش کردن» قرارداد مانی این د بنک خود در مسابقه براک لزنر و رومن رینز بر سر قهرمانی دبلیودبلیوئی، به نخستین فردی تبدیل شد که قرارداد خود را در رسلمنیا کش می‌کند، اتفاقی که با پیروزی و قهرمانی رالینز همراه بود، اتفاقی که رالینز و دبلیودبلیوئی از آن به عنوان «دزدی قرن» یاد می‌کنند.
رسلمنیا ۳۲ در دالاس تبدیل به پرتماشاگرترین رویداد تاریخ دبلیودبلیوئی تبدیل شد، رویدادی که بنا به گفته‌های ضدونقیض، بیش از ۱۰۰ هزار نفر تماشاگر داشت. در مسابقه اصلی این رویداد، رومن رینز، تریپل اچ را شکست داد تا قهرمانی سنگین‌وزن جهان دبلیودبلیوئی را تصاحب کند، علیرغم اینکه بخشی از هواداران دبلیودبلیوئی از این کار شرکت ناراضی بوده و به آن، اعتراض کردند.

#### دوران جدید (۲۰۲۱–۲۰۱۶)

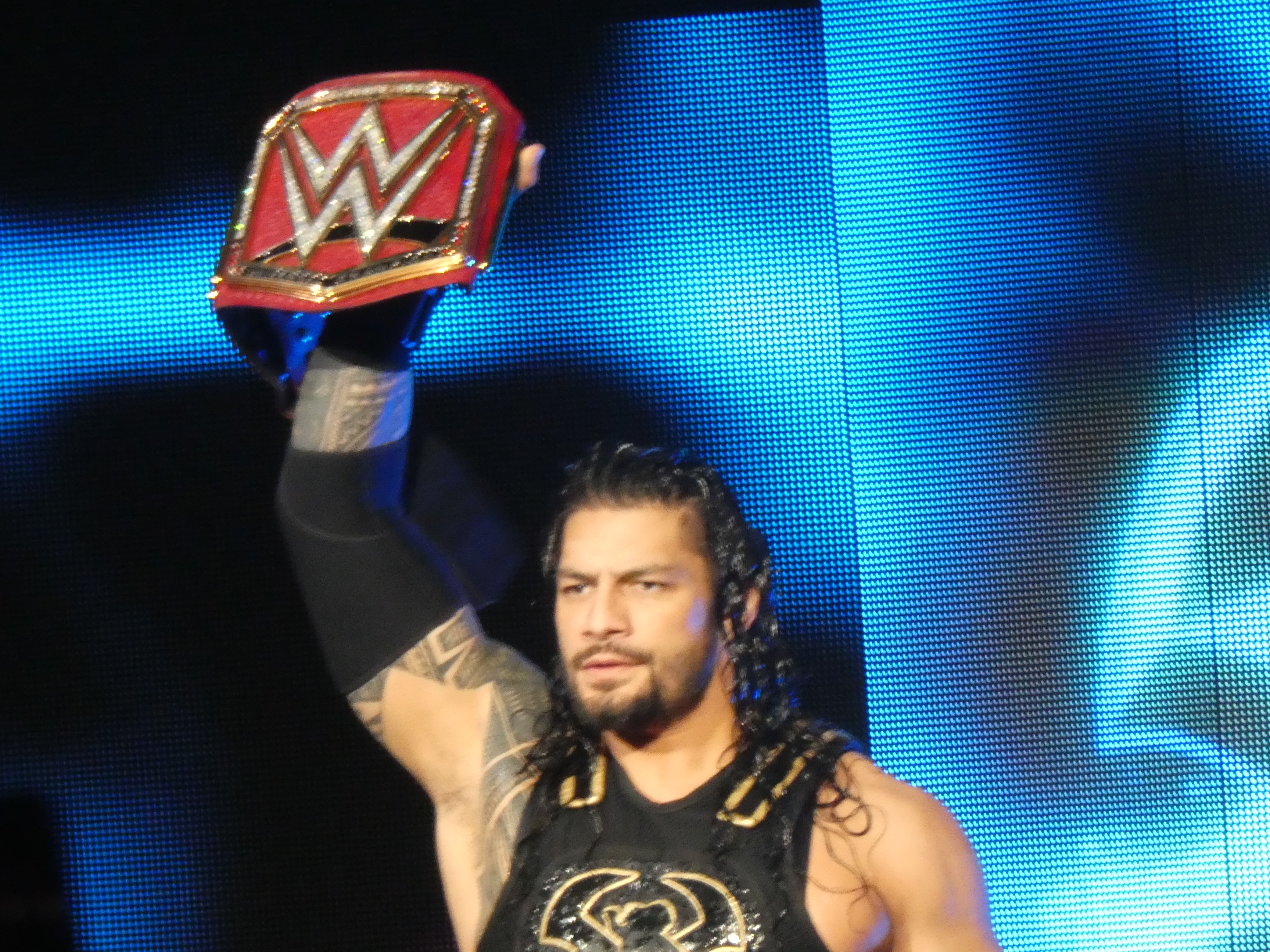
از دیدگاه بسیاری، رومن رینز چهره اصلی مردان در این دوران بود. قهرمان ۶ دوره جهان، در این دوران و پس از آن، در مسابقه اصلی بسیاری از رسلمنیاها حضور داشت و موفق به قهرمانی عناوین اصلی شرکت شد. در اینجا، او با کمربند قهرمانی یونیورسال دیده می‌شود.

رویداد پی‌بک ۲۰۱۶ از طرف دبلیودبلیوئی به نام آغاز «دوران جدید» این شرکت معرفی شد. در مسابقه اصلی این رویداد، رینز توانست ای جی استایلز را که به تازگی به دبلیودبلیوئی پیوسته بود، بر سر عنوان قهرمانی سنگین‌وزن دبلیودبلیوئی شکست دهد. چند هفته بعد و در مه ۲۰۱۶، دبلیودبلیوئی اعلام کرد که مجدداً تفکیک برندها را مانند سال ۲۰۰۲ انجام خواهدداد و این تفکیک از ژوئن همان سال اجرا خواهدشد. چهره‌های اصلی این دوران، اعضای سابق شیلد بودند، به گونه ای که هر سه آنها قهرمانی جهانی را در مانی این د بنک ۲۰۱۶ تجربه کردند؛ رومن رینز به عنوان قهرمان وارد شد، سث رالینز او را شکست داد ولی دین امبروز با قرارداد مانی این د بنک خودش، پی پر ویو را با کمربند جهانی ترک کرد. با انجام مجدد تفکیک برندها، کمربند قهرمانی سنگین‌وزن دبلیودبلیوئی به قهرمانی دبلیودبلیوئی تغییر نام و مختص به برند اسمک‌دان شد و برای شوی راو، کمربند قهرمانی یونیورسال ایجاد شد؛ کمربندی که نخستین قهرمان آن، فین بالور بود. این دوران همچنین از منظر «انقلاب زنان» نیز شناخته می‌شود؛ زیرا کشتی‌گیران زن دبلیودبلیوئی که با نام «دیوا» شناخته می‌شدند، با نام «سوپراستار» که مثل نام کشتی‌گیران مرد بود، شناخته می‌شدند. کمربند قهرمانی دیواز برچیده شد و کمربند قهرمانی زنان دبلیودبلیوئی ایجاد شد. وقت و توجه بیشتری برای مسابقات زنان، مثل مردان، به وجود آمد؛ به‌طوریکه ساشا بنکس و شارلوت فلر در هل این اِ سل ۲۰۱۶ برای نخستین بار در دبلیودبلیوئی، یک مسابقه زنان به عنوان مسابقه اصلی پی پر ویوی دبلیودبلیوئی قرار داشت. زنان در مسابقاتی که پیش از این مختص به مردان بود نیز شرکت کردند، از جمله مانی این د بنک، الیمینیشن چمبر و رویال رامبل. در اکتبر ۲۰۱۸، نخستین پی پر ویوی ویژه زنان دبلیودبلیوئی با نام اوولوشن برگزار شد؛ مسابقه «آخرین زن ایستاده» بین بکی لینچ و شارلوت فلر که با پیروزی لینچ همراه بود و آغاز دوران «مرد میدان» یا «د من» او را همراه داشت و سبب شد او در مسابقه اصلی رسلمنیا ۳۵، شارلوت فلر و راندا روزی را شکست دهد و به‌طور همزمان قهرمان کمربند زنان راو و اسمک‌دان شود. این برای نخستین بار بود که زنان، مسابقه اصلی یک رسلمنیا را تشکیل می‌دادند. همچنین در رسلمنیا ۳۵، کوفی کینگستون توانست دنیل برایان را شکست دهد و نخستین فرد آفریقایی شود که قهرمان دبلیودبلیوئی می‌شود.

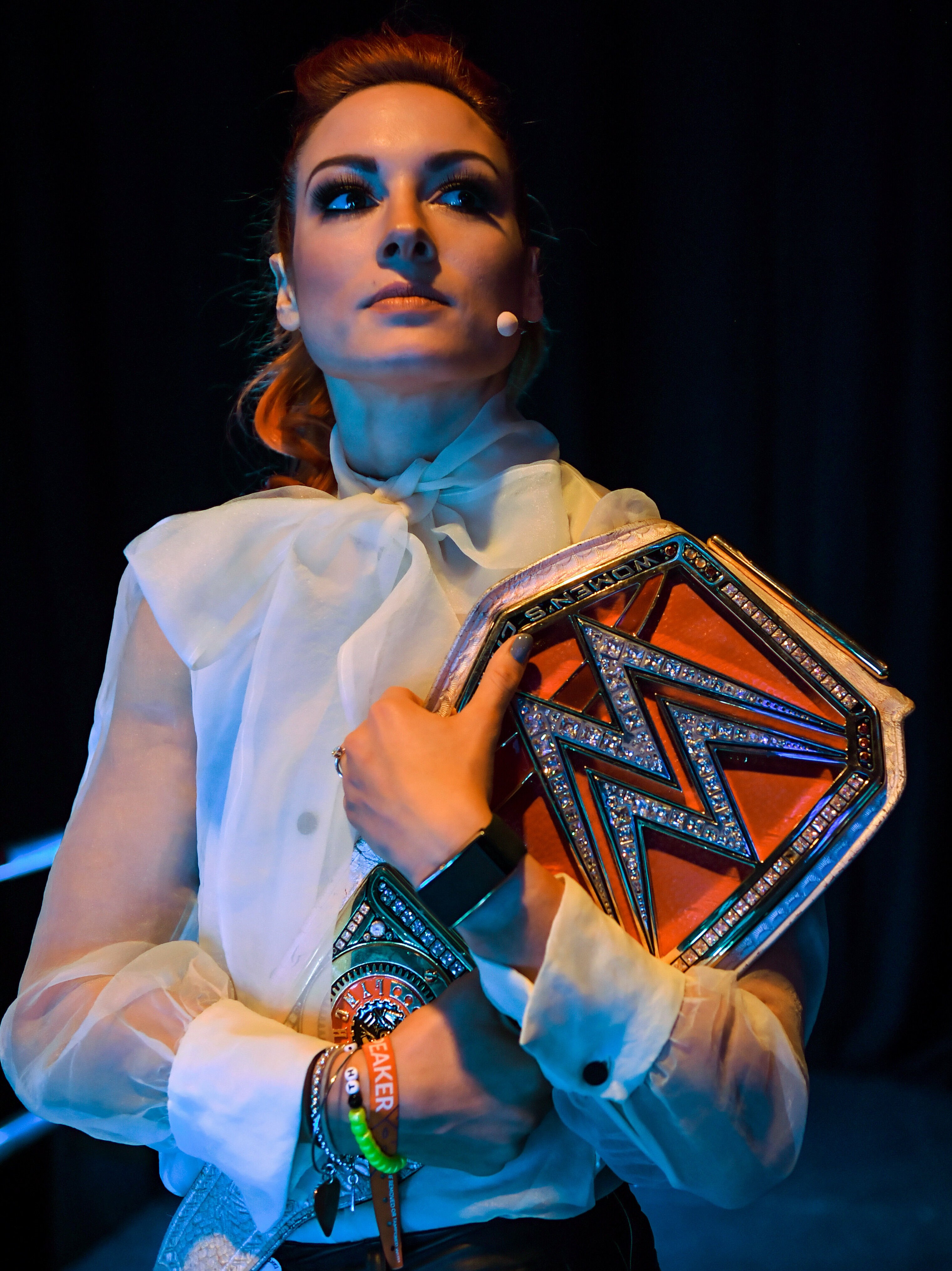
قهرمان ۷ دوره جهان، بکی لینچ در این دوره به عنوان یکی از بزرگ‌ترین ستاره‌ها ظهور کرد. او به همراه شارلوت فلر و راندا رزی، در سال ۲۰۱۹ با تبدیل شدن به اولین زنانی که در مین‌اونت رسلمنیا شرکت کردند، تاریخ‌ساز شدند. در اینجا، او با کمربند قهرمانی زنان راو دیده می‌شود.

در ان‌اکس‌تی تیک اور: وار گیمز ۲۰۱۷، یکی از مسابقات جذاب و پرطرفدار دبلیوسی‌دبلیو به نام «وار گیمز» پس از ۱۷ سال برگشت و یکی از بهترین مسابقات دبلیودبلیوئی از نظر منتقدان معرفی شد. همچنین از سال ۲۰۱۸، دبلیودبلیوئی شروع به برگزاری رویداد در عربستان سعودی کرد که نظرات منفی را به سبب مسائل حقوق بشری در آن کشور همراه داشت.
دبلیودبلیوئی پس از آنکه براون استرومن، به رومن رینز حمله و او را مصدوم کرد، او را به عنوان یکی از بزرگ‌ترین سوپراستارهای کمپانی معرفی کرد. استرومن به شکست دادن سایر کشتی گیران نیز ادامه داد و یک پیروزی قاطع مقابل رینز در پی‌بک ۲۰۱۷ به دست آورد. جان سینا نیز که در این زمان به یک کشتی‌گیر پاره‌وقت تبدیل شده بود، در مسابقه ای مقابل رومن رینز در چیزی که به عنوان «تغییر چهره اصلی شرکت» در نو مرسی درنظر گرفته شده بود، شکست خورد. گروه محبوب، نیو دی نیز موفقیت قابل توجهی را به ثبت رساندند و به رکورد ۱۱ بار قهرمان تگ تیم دبلیودبلیوئی تبدیل شدند. در سال ۲۰۱۸، کریس جریکو و در ۲۰۱۹، دین امبروز دبلیودبلیوئی را ترک کردند.
با آغاز همه‌گیری کووید-۱۹، رسلمنیا ۳۶ به نخستین رسلمنیایی تبدیل شد که به صورت زنده پخش نمی‌شود و بدون تماشاگر برگزار می‌شود؛ همچنین به دلیل زیاد بودن مسابقات، این رسلمنیا در ۲ شب برگزار شد، از این سال بود که رسلمنیاها در ۲ شب برگزار می‌شدند. در مسابقه اصلی شب اول این رویداد، آندرتیکر در آخرین مسابقه خود پیش از بازنشستگی، ای جی استایلز را شکست داد، مسابقه‌ای که تحسین هواداران و منتقدان را به همراه داشت. در شب دوم، براک لزنر از برنده رویال رامبل ۲۰۲۰، درو مکنتایر شکست خورد و مکنتایر، قهرمان کمربند دبلیودبلیوئی شد، مسابقه‌ای که با وجود آنکه هواداران از نتیجه آن راضی بودند، به دلیل وقت کم مسابقه به این موضوع معترض بودند. با وجود اینکه این رسلمنیا بدون تماشاگر بود و در مرکز تمرینات دبلیودبلیوئی برگزار شد، با ۹۶۷ میلیون بازدیدکننده آنلاین، پرمخاطب‌ترین رویداد دبلیودبلیوئی از این نظر شد.

#### کووید-۱۹ و برگشت به تورهای زنده (۲۰۲۲-۲۰۲۰)

در دوران کووید-۱۹، تماشاگران از طریق اینترنتی شوها را تماشا می‌کردند، دورانی که گاهی اوقات به نام «دوران تاندردوم» شناخته می‌شود.

همه‌گیری جهانی کووید-۱۹ بر روی همه ورزش‌ها از جمله کشتی حرفه‌ای و شرکت دبلیودبلیوئی نیز اثر گذاشت؛ قسمت ۱۱ مارس ان‌اکس‌تی بدون حضور تماشاگران در مرکز تمرینات دبلیودبلیوئی در اورلاندو ضبط شد. یک روز بعد و به‌طور رسمی توسط دبلیودبلیوئی اعلام شد که تا اطلاع ثانوی، تمامی برنامه‌های هفتگی تلویزیونی‌اش (راو، اسمک‌دان و ان‌اکس‌تی) و پی پر ویوهایش را بدون حضور تماشاگران و فقط با کارکنان مورد نیاز در مرکز تمرینات دبلیودبلیوئی به صورت ضبط شده پخش خواهدکرد. رویداد ان‌اکس‌تی تیک اور: در خانه شما که در ژوئن ۲۰۲۰ ضبط شده بود، با حضور تعداد بسیار اندکی از کارکنان به عنوان تماشاچی پخش شد.
پی‌بک ۲۰۲۰، آغاز دومین قهرمانی یونیورسال رومن رینز بود، رینز که به دلیل بیماری نزدیک به ۲ سال قبل، کمربند یونیورسال را واگذار کرده بود، توانست در این رویداد و با کمک پاول هیمن، کمربند خود را پس بگیرد؛ قهرمانی که منجر به شخصیت «رئیس قبیله» او شد.

یک ماه پس از بدون تماشاگر شدن برنامه‌ها، دبلیودبلیوئی برگشت پخش زنده برنامه‌ها را در ۱۳ آوریل ۲۰۲۰ اعلام کرد. دبلیودبلیوئی در بیانیه‌ای در این خصوص به وبسایت ای‌اس‌پی‌ان اعلام کرد:
ما معتقدیم اکنون مهم‌تر از همیشه است که مردم را از این روزهای سخت دور کنیم و باور داریم که برنامه‌های دبلیودبلیوئی، خانواده‌ها را دور هم جمع می‌کند و حس امید، عزم، اراده و استقامت را ایجاد می‌کند.
متعاقباً گزارش شد که ران دسنتیس، فرماندار ایالت فلوریدا، دبلیودبلیوئی را یک تجارت حیاتی برای اقتصاد این ایالت تلقی کرده است و یک استثنا برای فرمان ماندن در خانه این ایالت برای کارمندان دبلیودبلیوئی قائل شده است تا بتوانند برای کل کشور، خدمت رسانی کنند. این تصمیم با انتقاد رسانه‌ها مواجه شد و چندین رسانه اشاره کردند که اقدامات دسنتیس در همان روزی اتفاق افتاد که کمپین سیاسی طرفداران دونالد ترامپ به رهبری لیندا مک‌من که قبلاً بخشی از کابینه دولت ترامپ بود، متعهد شد ۱۸/۵ میلیون دلار در فلوریدا هزینه کند. همچنین در همان روز، وینس مک‌من به عنوان بخشی از یک گروه مشاوره که توسط ترامپ برای طراحی استراتژی برای راه‌اندازی مجدد اقتصاد ایالات متحده ایجاد شد، معرفی شد.
۲ روز بعد و در ۱۵ آوریل، دبلیودبلیوئی اعلام کرد این شرکت مجموعه‌ای از اخراج‌ها را در به دلیل همه‌گیری و کاهش چشمگیر درآمدهای این شرکت اعلام کرد؛ از جمله فسخ قرارداد تعدادی از پرسنل از جمله کشتی‌گیران. مدیران شرکت همچنین حقوق خود را کاهش دادند و این شرکت ساخت و ساز در دفتر مرکزی جدید خود را حداقل به مدت شش ماه به حالت تعلیق درآورد. اخراج‌ها واکنش شدیدی را با در میان طرفداران و رسانه‌ها به همراه داشت؛ برخی با اشاره به حمایت دبلیودبلیوئی از کمپین نامزد حزب جمهوری‌خواه، دونالد ترامپ، به این اشاره کردند که شرکت می‌توانست آن پول را برای کمپین خرج نکند و پرسنل خود را نگه دارد؛ در حالی که برخی از طرفداران و هم چندین رسانه اشاره کردند که اخراج کارکنان دبلیودبلیوئی به دلیل تأثیر اقتصادی همه‌گیری ویروس کرونا ضروری است، همانگونه که دیگر شرکت‌ها، کارکنان خود را تعدیل کردند.
از اوت ۲۰۲۰، دبلیودبلیوئی اعلام کرد که رویدادهای خود را با حضور تماشاگران به صورت اینترنتی در محلی که آن را «تاندردوم» خواند، برگزار می‌کند. تاندردوم اجازه می‌داد تا هواداران به‌طور مجازی برنامه‌ها را از طریق ۱۰۰۰ ال‌ای‌دی که به همدیگر در کل سالن وصل شده بود، تماشا کنند.
رسلمنیا ۳۷ در آوریل ۲۰۲۱، نخستین رویداد دبلیودبلیوئی شد که بیرون از تاندردوم و با حضور تماشاگران با فاصله‌گذاری اجتماعی در دو شب برگزار شد؛ رویدادی که در مجموع دو شب، ۵۱ هزار تماشاگر داشت. چند ماه بعد و با توجه به افزایش میزان واکسیناسیون در ایالات متحده، از شوی اسمک‌دان پیش از رویداد مانی این د بنک ۲۰۲۱، تمامی برنامه‌ها اعم از تلویزیونی و پی پر ویوها با حضور تماشاچیان برگزار شد.
پس از آنکه محدودیت‌های به وجود آمده بخاطر همه‌گیری در نیمه نخست سال ۲۰۲۱ به مرور برچیده شد، دبلیودبلیوئی روند تدریجی برگشت تماشاچیان را آغاز کرد. بابی لشلی که توانسته بود چندماه قبل قهرمان دبلیودبلیوئی شود، در شب اول رسلمنیا ۳۷ موفق به حفظ کمربند خود مقابل قهرمان سابق، درو مکنتایر شد. بیانکا بلر تبدیل به یکی از قدرتمندترین کشتی‌گیران زنان در این سال تبدیل شد، پس از آنکه توانست برنده رویال رامبل زنان ۲۰۲۱ شود و در شب اول رسلمنیا ۳۷، ساشا بنکس را شکست دهد و قهرمان زنان اسمک‌دان شود. همچنین در شوی اسمک‌دان ۳۰ آوریل ۲۰۲۱، دنیل برایان در مسابقه‌ای مقابل رومن رینز برای عنوان قهرمانی یونیورسال و در مسابقه‌ای بر سر «قهرمانی یا خروج از دبلیودبلیوئی» شکست خورد و دبلیودبلیوئی را ترک کرد. برند ان‌اکس‌تی دچار تحولات بسیاری شد و از سپتامبر ۲۰۲۱ مجدداً از برند سوم به برند آموزشی کشتی‌گیران جوان برگشت و نام شو به «ان‌اکس‌تی ۲٫۰» تغییر پیدا کرد.
در رسلمنیا ۳۸ در تگزاس که در ۲ شب برگزار می‌شد، پس از ۱۹ سال، استون کلد استیو آستین در زادگاه خود با کوین اونز مسابقه داد و پیروز شد، مسابقه‌ای که تحسین منتقدان و هواداران را به همراه داشت. در شب دوم و در مسابقه‌ای برای ادغام کمربندان قهرمانی دبلیودبلیوئی و یونیورسال، رومن رینز موفق به شکست براک لزنر شد و این دو کمربند قهرمانی را تحت نام «قهرمانی بی‌چون و چرای دبلیودبلیوئی یونیورسال» ادغام نمود. همچنین در رسلمنیا ۳۸، کودی رودز پس از چندین سال و ایجاد شرکت رقیبی به نام آل الیت رسلینگ، از شرکتی که خود باعث ایجادش بود، جدا و به دبلیودبلیوئی برگشت و در نخستین مسابقه‌اش، سث رالینز را شکست داد؛ مسابقه‌ای که به ۲ مسابقه دیگر که اوج آنها در هل این ا سل بود، منجر شد.

رومن رینز به‌همراه تیم بلادلاین در رویال رامبل ۲۰۲۳

دبلیودبلیوئی در سال ۲۰۲۳، پوش دادن به کودی رودز و ریا ریپلی را آغاز کرد، این دو موفق شدند در مسابقه رویال رامبل پیروز شوند؛ در شب اول رسلمنیا ۳۹، ریپلی موفق به شکست دادن شارلوت فلر شد و قهرمان زنان اسمک‌داون شد؛ اما در شب دوم، رودز از رومن رینز شکست خورد و نتوانست قهرمان جهان شود. همچنین طبق گفته دبلیودبلیوئی، رسلمنیا ۳۹ تبدیل به پردرآمدترین رویداد تاریخ دبلیودبلیوئی شد. در شب قهرمانان ۲۰۲۳، سث رالینز با شکست دادن ای جی استایلز، قهرمان کمربند جدید سنگین‌وزن جهان شد. در سپتامبر ۲۰۲۳، گونتر که قهرمان عنوان بین قاره ای بود، تبدیل به طولانی‌ترین قهرمان این کمربند در تاریخ دبلیودبلیوئی شد.

#### تغییر در رهبری شرکت (۲۰۲۳–۲۰۲۲)
در ۱۷ ژوئن ۲۰۲۲، تحقیقاتی توسط هیئت مدیره دبلیودبلیوئی صورت گرفت که در آن، وینس مک‌من متهم شده بود که به یکی از کارکنان سابق، حق‌السکوت پرداخت کرده است. مک‌من به این دلیل مجبور شد که از سمت مدیرعاملی دبلیودبلیوئی کناره‌گیری کند و دخترش، استفانی، مدیرعامل موقت شرکت شد. با وجود این تغییر، وینس در ابتدای شوی اسمک‌دان آن شب حاضر شد؛ مهم‌ترین نکته از صحبت او، استفاده از شعار دبلیودبلیوئی «گذشته، حال، همیشه و مهم‌تر از همه، با همدیگر» بود؛ بسیاری از رسانه‌ها این موضوع را مطرح کردند که وینس می‌خواسته که مردم بدانند که او همچنان به‌طور غیرمستقیم در کارهای محتوایی دخالت دارد. یک ماه بعد و در ۲۲ ژوئیه ۲۰۲۲، وینس مک‌من در توییتی اعلام کرد:
در ۷۷ سالگی، زمان آن رسیده که بازنشسته شوم. هواداران دبلیودبلیوئی، ممنون. گذشته، حال، همیشه و با همدیگه.
با توجه به بازنشستگی وینس، استفانی مک‌من رسماً به عنوان مدیرعامل اعلام شد و او و نیک خان به‌طور مشترک به عنوان مدیرعامل اجرایی شرکت معرفی شدند. تریپل اچ به حوزه محتوایی دبلیودبلیوئی برگشت و مسئولیتش به عنوان رئیس حوزه استعدادهای دبلیودبلیوئی را حفظ کرد. گزارشگران دبلیودبلیوئی، بازنشستگی وینس مک‌من را نقطه‌ای تازه از تاریخ دبلیودبلیوئی عنوان کردند. سامر اسلم ۲۰۲۲ به نخستین پی پر ویوی دبلیودبلیوئی تحت مدیریت استفانی مک‌من و تریپل اچ تبدیل شد.
در ۱۸ اوت ۲۰۲۲، شاون مایکلز به عنوان رئیس حوزه استعدادهای دبلیودبلیوئی و مسئول برند ان‌اکس‌تی انتخاب شد. در ۶ سپتامبر ۲۰۲۲، دبلیودبلیوئی اعلام کرد که تریپل اچ به مدیرارشد محتوا ترفیع پیدا کرده است.

### ادغام با یو‌اف‌سی (۲۰۲۳-اکنون)

#### تأسیس گروه تی‌کی‌او (۲۰۲۳)
در ژانویه ۲۰۲۳، وینس با گرفتن رضایت شاکیان، قصد خود را برای بازگشت به دبلیودبلیوئی برای مذاکرات حق پخش برنامه‌ها اعلام کرد؛ زیرا قرارداد رسانه‌ای دبلیودبلیوئی با شبکه فاکس و یواس‌ای نتورک در سال ۲۰۲۴ منقضی می‌شد. در همان ماه، جی‌پی‌مورگان برای مدیریت فروش احتمالی این شرکت استخدام شد. شرکت‌هایی که خواهان خرید دبلیودبلیوئی بودند، عبارت بودند از: فاکس کورپ و کامکست (مالک شبکه‌های فاکس و یواس‌ای نتورک)، شرکت والت دیزنی (مالک ای‌اس‌پی‌ان)، برادران وارنر دیسکاوری (پخش کننده برنامه‌های شرکت رقیب ای‌ئی‌دبلیو)، نتفلیکس، آمازون، اندیور (دبلیودبلیوئی پیش از این با این شرکت برای سرویس دبلیودبلیوئی نتورک همکاری کرده بود)، لیبرتی مدیا، آژانس هنرمندان خلاق و صندوق سرمایه‌گذاری عمومی عربستان سعودی (دبلیودبلیوئی یک قرارداد بلندمدت با وزارت ورزش عربستان امضا کرده بود تا سالانه یک پی‌پرویو در این کشور برگزار شود).
در ۱۰ ژانویه ۲۰۲۳ اعلام شد که استفانی مک‌من از ریاست دبلیودبلیوئی کنار رفته و وینس مک‌من به عنوان مدیرعامل اجرایی به دبلیودبلیوئی برگشت.

نشان‌واره گروه تی‌کی‌او

در ۳ آوریل ۲۰۲۳، دبلیودبلیوئی و اندیور به یک توافق دست یافتند که در این توافق، دو شرکت دبلیودبلیوئی و زافا که شرکت مادر یواف‌سی است، با همدیگر ادغام شده و یک شرکت عمومی ایجاد شود و سهام این دو شرکت تحت نام «تی‌کی‌او» در بورس نیویورک به فروش برسد؛ این خبر در ۱۶ مه رسماً توسط سخنگوی اندیور تأیید شد و اعلام شد نام این شرکت جدید، «هلدینگ گروه تی‌کی‌او» خواهدبود. بر اساس این توافق، ارزش دبلیودبلیوئی ۹/۱ میلیارد دلار ذکر شده است؛ همچنین ۵۱ درصد سهام شرکت جدید متعلق به اندیور خواهدبود و سهام‌داران دبلیودبلیوئی، ۴۹ درصد سهام را در اختیار خواهندداشت که از این ۴۹ درصد، وینس مک‌من، شخصاً ۳۴٪ سهام را در اختیار خواهدداشت.با این ادغام، برای نخستین بار بیشترین مالکیت دبلیودبلیوئی در اختیار خانواده مک‌من نیست؛ کسانی که این شرکت را بنانهاده و به مدت ۷۰ سال اداره کردند.
در گروه تی‌کی‌او، وینس مک‌من به عنوان رئیس هیئت مدیره، آری امانوئل به عنوان مدیرعامل اجرایی، مارک شاپیرو به عنوان مدیرارشد محتوا فعالیت می‌کنند؛ همچنین دانا وایت به عنوان مدیر اجرایی یواف‌سی، نیک خان به عنوان رئیس دبلیودبلیوئی و تریپل اچ به عنوان مدیرارشد محتوای دبلیودبلیوئی فعالیت خواهندکرد. طبق اعلام بسیاری از خبرگزاری‌ها، انتظار نمی‌رود که امانوئل دخالتی در امور محتوایی دبلیودبلیوئی داشته باشد. همچنین وینس مک‌من به‌طور مادام العمر رئیس هیئت مدیره خواهدبود، دارای حق وتو در بعضی از امور شرکت است و به‌طور شخصی ۵ نفر از افرادی که دبلیودبلیوئی را در هیئت مدیره نمایندگی می‌کنند، انتخاب می‌کنند.

امانوئل در صحبت‌هایش در مورد این ادغام گفت:
این ادغام سبب می‌شود که دو شرکت بزرگ در زمینه ورزش و سرگرمی در کنار همدیگر باشند و این کار، هم‌افزایی قابل توجهی ایجاد می‌کند.
مک‌من هم در این رابطه گفت:
کسب و کارهای خانوادگی باید به دلایل درستی تکامل یابند و با توجه به کار باورنکردنی ای که آری [امانوئل] و اندیور برای رشد نام تجاری یواف‌سی انجام داده‌اند - تقریباً دوبرابر کردن درآمد آن در طول هفت سال گذشته - و موفقیت عظیمی که قبلاً در شراکت با تیم آنها در تعدادی از سرمایه‌گذاری‌ها داشته‌ایم، من معتقدم که این بدون شک بهترین نتیجه برای سهامداران ما و سایر سهامداران است.
این ادغام در روز ۱۲ سپتامبر ۲۰۲۳ رسماً صورت گرفت. پس از اعلام افراد حاضر در هیئت مدیره تی‌کی‌او در ۱۰ اوت ۲۰۲۳، تریپل اچ در هیئت مدیره جدید قرار نگرفت اما نقش خود را در این شرکت به‌عنوان مدیرارشد محتوای دبلیودبلیوئی حفظ خواهند کرد.
در ۲۳ ژانویه ۲۰۲۴، هیئت مدیره تی‌کی‌او از ۱۱ عضو به ۱۳ عضو افزایش یافت. همچنین، تغییراتی نیز در دبلیودبلیوئی به وجود آمد؛ از جمله انعقاد قرارداد رسانه‌ای با نتفلیکس برای پخش شوی راو در سال ۲۰۲۵ از این پلتفرم و اضافه شدن دوئین جانسون به هیئت مدیره و انتقال نام تجاری «د راک» به خود او.
در ژانویه ۲۰۲۴، جنل گرانت، کارمند سابق دفتر مرکزی دبلیودبلیوئی بین سال‌های ۲۰۱۹ تا ۲۰۲۲ علیه دبلیودبلیوئی و همچنین تی‌کی‌او (به دلیل مالکیت این شرکت بر دبلیودبلیوئی) طرح دعوی کرد. گرانت مدعی شد که وینس مک‌من، رئیس فعلی هیئت مدیره تی‌کی‌او، او را وادار به رابطه جنسی کرده است و به همراه جان لورنایتس، از دیگر مدیران دبلیودبلیوئی و یک کشتی‌گیر دبلیودبلیوئی که سابقاً، مبارز یواف‌سی بود، بارها به او بین سال‌های ۲۰۲۰ تا ۲۰۲۱، قاچاق و تجاوز جنسی کرده‌اند. گرانت مدعی شد که توسط مک‌من مورد «ظلم و ستم و تحقیر شدید» قرار گرفته است، از جمله اجابت مزاج در طول رابطه جنسی. گرانت اظهار داشت که مک‌من با او پیمان‌نامه عدم افشا منعقد کرده بود تا ۳ میلیون دلار به او پرداخت کند، اما پس از اینکه اتهامات اولیه سوء رفتار جنسی در همان سال شنیده می‌شد، تنها به پرداخت ۱ میلیون دلار اکتفا کرد. پس از این اتفاق، دادستان‌های فدرال، مک‌من را احضار کرده و پرونده مورد بحث را بررسی کرده‌اند. یک روز پس از گزارش (در ۲۶ ژانویه ۲۰۲۴) وینس مک‌من از تی‌کی‌او استعفا داد. او در بیانیه‌ای گفت که این تصمیم به دلیل احترام به طرفداران دبلیودبلیوئی، گروه تی‌کی‌او و اعضای هیئت‌مدیره و سهامداران، شرکا و مؤسسات و همه کارمندان آن گرفته شده است.

#### دوران رنسانس (۲۰۲۴-اکنون)

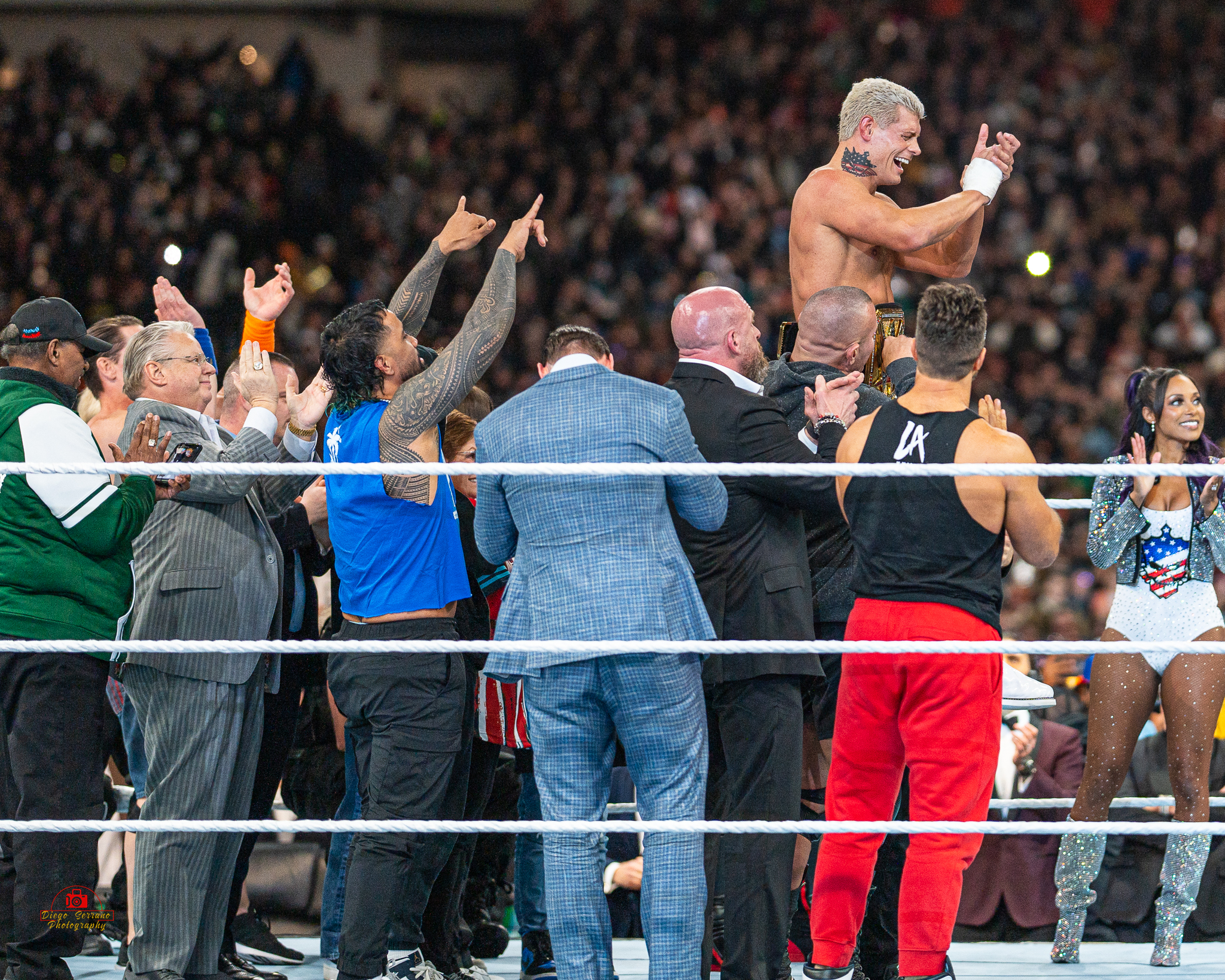
خوشحالی کودی رودز و سایر کشتی‌گیران پس از پیروزی رودز در شب دوم رسلمنیا ۴۰ و قهرمانی عنوان بی چون و چرای دبلیودبلیوئی

در ۲۳ ژانویه ۲۰۲۴، دبلیودبلیوئی اعلام کرد که از ژانویه ۲۰۲۵، شوی راو از پلتفرم نتفلیکس پخش خواهد شد. در ۱ آوریل ۲۰۲۴، تریپل اچ اعلام کرد که دبلیودبلیوئی وارد «دوران جدیدی» شده است. در ۳ آوریل، کشتی‌گیر دبلیودبلیوئی، کودی رودز، اصطلاح «دوران رنسانس» را برای این دوره به‌کار برد. در رسلمنیا ۴۰، دبلیودبلیوئی از ویدئوپکیج شروع جدیدی پیش از آغاز این رویداد استفاده کرد. در شب اول رسلمنیا ۴۰، تریپل اچ خطاب به تماشاچیان حاضر گفت: «به عصر جدید خوش آمدید!». در شب دوم رسلمنیا نیز استفانی مک‌من، همسر تریپل‌اچ، این صحبت‌ها را تکرار و از آن به‌عنوان عصر «پال لوک» (نام واقعی تریپل اچ) نام برد. در مسابقه پایانی شب دوم این رویداد، کودی رودز با شکست دادن رومن رینز، به قهرمانی ۱۳۱۶ روزه او پایان داد و قهرمان عنوان قهرمانی بی چون و چرای دبلیودبلیوئی شد.
در ۲۹ اکتبر ۲۰۲۴، دبلیودبلیوئی اعلام کرد که برنامه توسعه کشتی‌گیران مستقل خود را با نام برنامه مستقل دبلیودبلیوئی (به انگلیسی: WWE Independent Development (WWE ID)) راه‌اندازی کرد و چندی بعد، اعلام کرد که شوی ایوالو (به انگلیسی: WWE Evolve) که پیش‌تر نام شرکتی به همین نام بود که در زمان همه‌گیری کووید−۱۹ توسط دبلیودبلیوئی خریداری شده بود را باز می‌گرداند. هم‌چنین در این سال، دبلیودبلیوئی تبادل کشتی‌گیران گسترده‌ای را با تی‌ان‌ای آغاز کرد و کشتی‌گیران برند ان‌اکس‌تی و تی‌ان‌ای در برنامه‌های هر دو شرکت حاضر شدند. همکاری میان این دو شرکت رسما در ۱۶ ژانویه ۲۰۲۵ به مدت چند سال اعلام شد. همچنین تعدادی از کشتی‌گیران دبلیودبلیوئی در پروموشن‌های ژاپنی NOAH و ماریاگلد حضور پیدا کردند. در ۱۹ آوریل ۲۰۲۵ و در جریان کیک‌آف شب اول رسلمنیا ۴۱، رسما اعلام شد که دبلیودبلیوئی، پروموشن مکزیکی AAA را خریداری کرده است؛ این برای اولین بار از سال ۲۰۰۱ و پس از خرید دبلیوسی‌دبلیو است که دبلیودبلیوئی اقدام به خرید یک پروموشن کشتی حرفه‌ای به طور کامل می‌کند.

## قهرمانان کنونی

### برندهای اصلی

#### راو
| راو                     | راو               | راو                               | راو           | راو           | راو            | راو                    | راو | راو     |
| نام عنوان               | قهرمان(های) کنونی | قهرمان(های) کنونی                 | تعداد قهرمانی | تاریخ قهرمانی | روزهای قهرمانی | مکان قهرمانی           | توضیحات | یادکرد  |
| ----------------------- | ----------------- | --------------------------------- | ------------- | ------------- | -------------- | ---------------------- | --- | ------- |
| قهرمانی سنگین‌وزن جهان   |                   | سث رالینز                         | ۲             | ۲ اوت ۲۰۲۵    | ۱۷             | رادرفورد شرقی، نیوجرسی | بلافاصله پس از اینکه سی‌ام پانک، گانتر را برای کسب عنوان قهرمانی شکست داد؛ رالینز با کش کردن کیف مانی این د بنک خود در سامراسلم، پانک را شکست داد. | [ ۱۶۹ ] |
| قهرمانی جهانی زنان      | —                 | بدون صاحب                         | —             | ۱۸ اوت ۲۰۲۵   | —              | —                      | قهرمان پیشین، نیومی، به دلیل بارداری، عنوان خود را در شوی راو به تاریخ ۱۸ اوت ۲۰۲۵ واگذار کرد.                                                    | [ ۱۷۰ ] |
| قهرمانی بین قاره‌ای      |                   | دامینیک میستریو                   | ۱             | ۲۰ آوریل ۲۰۲۵ | ۱۲۱            | پارادایس، نوادا        | با شکست دادن بران بریکر، پنتا و فین بلر در شب دوم رسلمنیا ۴۱، قهرمان شد.                                                                          | [ ۱۷۱ ] |
| قهرمانی زنان بین قاره‌ای |                   | بکی لینچ                          | ۱             | ۷ ژوئن ۲۰۲۵   | ۷۳             | اینگلوود، کالیفرنیا    | با شکست دادن لایرا والکیریا در مسابقه آخرین فرصت در مانی این د بنک، قهرمان شد.                                                                    | [ ۱۷۲ ] |
| قهرمانی تگ تیم جهان     |                   | جاجمنت دی (فین بلر و جی‌دی مک‌دونا) | ۲ (۴ و ۲)     | ۳۰ ژوئن ۲۰۲۵  | ۵۰             | پیتسبرگ، پنسیلوانیا    | با شکست دادن نو دی (کوفی کینگستون و زیویر وودز) در راو، قهرمان شدند.                                                                              | [ ۱۷۳ ] |

#### اسمک‌داون
| اسمک‌داون                           | اسمک‌داون          | اسمک‌داون                          | اسمک‌داون      | اسمک‌داون      | اسمک‌داون       | اسمک‌داون               | اسمک‌داون                                                                           | اسمک‌داون |
| نام عنوان                          | قهرمان(های) کنونی | قهرمان(های) کنونی                 | تعداد قهرمانی | تاریخ قهرمانی | روزهای قهرمانی | مکان قهرمانی           | توضیحات                                                                            | یادکرد   |
| ---------------------------------- | ----------------- | --------------------------------- | ------------- | ------------- | -------------- | ---------------------- | ---------------------------------------------------------------------------------- | -------- |
| قهرمانی بی چون و چرای دبلیودبلیوئی |                   | کودی رودز                         | ۲             | ۳ اوت ۲۰۲۵    | ۱۶             | رادرفورد شرقی، نیوجرسی | با شکست دادن جان سینا در یک مسابقه استریت فایت در شب دوم سامر اسلم، قهرمان شد.     | [ ۱۷۴ ]  |
| قهرمانی زنان دبلیودبلیوئی          |                   | تیفانی استراتون                   | ۱             | ۳ ژانویه ۲۰۲۵ | ۲۲۸            | فینیکس، آریزونا        | با کش کردن کیف مانی این د بنک و شکست دادن نایا جکس در اسمک‌داون، قهرمان شد.         | [ ۱۷۵ ]  |
| قهرمانی ایالات متحده               |                   | سولو سیکوا                        | ۱             | ۲۸ ژوئن ۲۰۲۵  | ۵۲             | ریاض، عربستان سعودی    | با شکست دادن جیکوب فاتو در شب قهرمانان، قهرمان شد.                                 | [ ۱۷۶ ]  |
| قهرمانی زنان ایالات متحده          |                   | جولیا                             | ۱             | ۲۷ ژوئن ۲۰۲۵  | ۵۳             | ریاض، عربستان سعودی    | با شکست دادن زلینا وگا در اسمک‌داون، قهرمان شد.                                     | [ ۱۷۷ ]  |
| قهرمانی تگ تیم دبلیودبلیوئی        |                   | وایت سیکس (دکستر لومیس و جو گیسی) | ۱             | ۱۱ ژوئیه ۲۰۲۵ | ۳۹             | نشویل، تنسی            | با شکست دادن استریت پروفیتس (مانتز فورد و آنجلو داوکینز) در اسمک‌داون، قهرمان شدند. | [ ۱۷۸ ]  |

#### عناوین مشترک
این عناوین قهرمانی در هر سه برند راو، اسمک‌داون و ان‌اکس‌تی قابل دفاع هستند.
| مشترک               | مشترک             | مشترک                   | مشترک         | مشترک         | مشترک          | مشترک                  | مشترک                                                                               | مشترک           |
| نام عنوان           | قهرمان(های) کنونی | قهرمان(های) کنونی       | تعداد قهرمانی | تاریخ قهرمانی | روزهای قهرمانی | مکان قهرمانی           |                                                                                     | یادکرد          |
| ------------------- | ----------------- | ----------------------- | ------------- | ------------- | -------------- | ---------------------- | ----------------------------------------------------------------------------------- | --------------- |
| قهرمانی تگ تیم زنان |                   | الکسا بلیس و شارلوت فلر | ۱ (۴ و ۲)     | ۲ اوت ۲۰۲۵    | ۱۷             | رادرفورد شرقی، نیوجرسی | با شکست دادن جاجمنت دی (راکل رودریگز و رکسان پرز) در شب اول سامر اسلم، قهرمان شدند. | [ ۱۶۹ ]         |
| قهرمانی اسپید       |                   | ال گرانده امریکانو      | ۱             | ۷ مه ۲۰۲۵     | ۱۰۴            | اوماها، نبراسکا        | با شکست دادن دراگون لی در اسپید قهرمان شد.                                          | [ ۱۷۹ ] [ ۱۸۰ ] |
| قهرمانی زنان اسپید  |                   | سول روکا                | ۱             | ۱۶ آوریل ۲۰۲۵ | ۱۲۵            | سیاتل، واشینگتن        | با شکست دادن کندیس لی‌ری در اسپید، قهرمان شد.                                        | [ ۱۸۱ ] [ ۱۸۲ ] |

- «اسپید» نام شویی است که به صورت اختصاصی از پلتفرم ایکس پخش می‌شود. در این شو، مسابقات عادی، محدودیت زمانی ۳ دقیقه‌ای و مسابقات بر سر عنوان قهرمانی، محدودیت زمانی ۵ دقیقه‌ای دارند.

### برندهای آموزشی

#### ان‌اکس‌تی
| ان‌اکس‌تی                            | ان‌اکس‌تی           | ان‌اکس‌تی               | ان‌اکس‌تی       | ان‌اکس‌تی       | ان‌اکس‌تی        | ان‌اکس‌تی             | ان‌اکس‌تی | ان‌اکس‌تی |
| نام عنوان                          | قهرمان(های) کنونی | قهرمان(های) کنونی     | تعداد قهرمانی | تاریخ قهرمانی | روزهای قهرمانی | مکان قهرمانی        | توضیحات | یادکرد  |
| ---------------------------------- | ----------------- | --------------------- | ------------- | ------------- | -------------- | ------------------- | --- | ------- |
| قهرمانی ان‌اکس‌تی                    |                   | اوبا فمی              | ۱             | ۷ ژانویه ۲۰۲۵ | ۲۲۴            | لس آنجلس، کالیفرنیا | با شکست دادن قهرمان پیشین، تریک ویلیامز و ادی ثورپ در یک مسابقه سه نفره در نیو یرز اویل، قهرمان شد.                                        | [ ۱۸۳ ] |
| قهرمانی زنان ان‌اکس‌تی               |                   | جسی جین               | ۱             | ۲۷ مه ۲۰۲۵    | ۸۴             | اورلاندو، فلوریدا   | با شکست دادن استفانی واکر در ان‌اکس‌تی، قهرمان شد.                                                                                           | [ ۱۸۴ ] |
| قهرمانی آمریکای شمالی ان‌اکس‌تی      |                   | اتان پیج              | ۱             | ۲۷ مه ۲۰۲۵    | ۸۴             | اورلاندو، فلوریدا   | با شکست دادن ریکی سینتس در ان‌اکس‌تی، قهرمان شد.                                                                                             | [ ۱۸۵ ] |
| قهرمانی زنان آمریکای شمالی ان‌اکس‌تی |                   | سول روکا              | ۱             | ۱۹ آوریل ۲۰۲۵ | ۱۳۲            | پارادایس، نوادا     | با شکست دادن ایزی دیم، کلانی جوردن، لولا وایس، تئا هیل و زاریا در یک مسابقه ۶ نفره نردبانی در استند اند دلیور، قهرمان کمربند بدون صاحب شد. | [ ۱۸۶ ] |
| هریتیج کاپ ان‌اکس‌تی                 |                   | چنینگ «استاکس» لورنزو | ۱             | ۲۴ ژوئن ۲۰۲۵  | ۵۶             | اورلاندو، فلوریدا   | با شکست دادن تونی د آنجلو با نتیجه ۲-۱ در ان‌اکس‌تی، قهرمان شد. قهرمان پیشین، نوام دار، به دلیل مصدومیت، عنوان را واگذار کرده بود.           | [ ۱۸۷ ] |
| قهرمانی تگ تیم ان‌اکس‌تی             |                   | هانک والکر و تانک لجر | ۱             | ۱۹ آوریل ۲۰۲۵ | ۱۲۲            | پارادایس، نوادا     | با شکست دادن فراکسیوم (نیتن فریزر و آکسیوم) در استند اند دلیور، قهرمان شدند.                                                               | [ ۱۸۶ ] |

#### ایوالو
| ایوالو              | ایوالو            | ایوالو            | ایوالو        | ایوالو        | ایوالو         | ایوالو            | ایوالو | ایوالو          |
| نام عنوان           | قهرمان(های) کنونی | قهرمان(های) کنونی | تعداد قهرمانی | تاریخ قهرمانی | روزهای قهرمانی | مکان قهرمانی      | توضیحات | یادکرد          |
| ------------------- | ----------------- | ----------------- | ------------- | ------------- | -------------- | ----------------- | --- | --------------- |
| قهرمانی ایوالو      |                   | جکسون دریک        | ۱             | ۴ ژوئن ۲۰۲۵   | ۷۶             | اورلاندو، فلوریدا | با شکست دادن کینو کارور، ادریس انوف و شان لگاسی در یک مسابقه چهار نفره در ایوالو، نخستین قهرمان این عنوان شد. | [ ۱۸۸ ] [ ۱۸۹ ] |
| قهرمانی زنان ایوالو |                   | کالی آرمسترانگ    | ۱             | ۲۸ مه ۲۰۲۵    | ۸۳             | اورلاندو، فلوریدا | با شکست دادن کندال گری، وندی چو و کایلی ری در یک مسابقه چهار نفره در ایوالو، نخستین قهرمان این عنوان شد.      | [ ۱۹۰ ] [ ۱۹۱ ] |

- «ایوالو» نام شویی است که به صورت اختصاصی از پلتفرم یوتیوب پخش می‌شود. این شو شامل کشتی‌گیران رده پایین ان‌اکس‌تی و افرادی که به تازگی وارد کشتی حرفه‌ای شده‌اند و یا از طریق برنامه مستقل دبلیودبلیوئی با این شرکت قرارداد دارند، می‌باشد. کشتی‌گیران برتر این شو پس از مدتی وارد شوی ان‌اکس‌تی خواهند شد.

#### برنامه مستقل دبلیودبلیوئی
| برنامه مستقل                   | برنامه مستقل      | برنامه مستقل      | برنامه مستقل  | برنامه مستقل  | برنامه مستقل   | برنامه مستقل           | برنامه مستقل | برنامه مستقل |
| نام عنوان                      | قهرمان(های) کنونی | قهرمان(های) کنونی | تعداد قهرمانی | تاریخ قهرمانی | روزهای قهرمانی | مکان قهرمانی           | توضیحات | یادکرد       |
| ------------------------------ | ----------------- | ----------------- | ------------- | ------------- | -------------- | ---------------------- | --- | ------------ |
| قهرمانی دبلیودبلیوئی آی‌دی      |                   | کاپوچینو جونز     | ۱             | ۱ اوت ۲۰۲۵    | ۱۸             | رادرفورد شرقی، نیوجرسی | با شکست دادن جک کارت‌ویل در فینال تورنومنتی در رویداد آی‌دی شوکیس پروموشن جی‌سی‌دبلیو[en]، نخستین قهرمان این عنوان شد.             | [ ۱۹۲ ]      |
| قهرمانی زنان دبلیودبلیوئی آی‌دی |                   | کایلی ری          | ۱             | ۱ اوت ۲۰۲۵    | ۱۸             | رادرفورد شرقی، نیوجرسی | با شکست دادن زارا زاکر و زیدا استیل در فینال تورنومنتی در رویداد آی‌دی شوکیس پروموشن جی‌سی‌دبلیو[en]، نخستین قهرمان این عنوان شد. | [ ۱۹۲ ]      |

## قراردادها
دبلیودبلیوئی با بیشتر کشتی‌گیران خود قراردادهای انحصاری امضا می‌کند، به این معنی که کشتی‌گیران فقط می‌توانند در رویدادهای دبلیودبلیوئی حضور پیدا کنند و جز در شرایط خاص که از قبل هماهنگی‌های خاصی صورت گرفته باشد، مجاز به حضور برای شرکت دیگری نیستند. دبلیودبلیوئی حقوق، مدت زمان قرارداد، مزایا و سایر جزئیات قرارداد کشتی گیران را کاملاً خصوصی نگه می‌دارد.

## اصطلاحات
دبلیودبلیوئی از اصطلاحات خاص مختلفی برای تبلیغ محصول خود استفاده می‌کند، مانند توصیف صنعت کشتی حرفه‌ای به عنوان «سرگرمی ورزشی» که این توصیف به‌خصوص در زمان مدیریت وینس مک‌من مورد استفاده قرار می‌گرفت. دبلیودبلیوئی برای کمربندهای قهرمانی خود از توصیف «عنوان قهرمانی» به جای کمربند استفاده می‌کند. آنها از طرفداران خود در شوهای راو و اسمک‌داون به عنوان «دبلیودبلیوئی یونیورس» یاد می‌کنند، در حالی که برای ان‌اکس‌تی، آنها به عنوان «ان‌اکس‌تی یونیورس» نیز شناخته می‌شوند. کشتی گیران دو برند راو و اسمک‌داون «سوپراستارهای دبلیودبلیوئی» نامیده می‌شوند، در حالی که کشتی گیران ان‌اکس‌تی به عنوان «سوپراستارهای ان‌اکس‌تی» معرفی می‌شوند. کشتی گیران بازنشسته به عنوان «افسانه‌های دبلیودبلیوئی» توصیف می‌شوند، اما کسانی که به تالار مشاهیر دبلیودبلیوئی راه یافته‌اند، «هال آف فِیمِر»، یعنی عضو تالار مشاهیر نامیده می‌شوند.

## سیاست شرکت درمورد مواد ممنوعه
«برنامه سلامتی استعدادهای دبلیودبلیوئی» یک برنامه جامع غربالگری مواد مخدر، الکل و قلب است که در فوریه ۲۰۰۶، سه ماه پس از مرگ ناگهانی یکی از برجسته‌ترین و محبوب‌ترین کشتی گیران آنها، ادی گررو، که در ۳۸ سالگی درگذشت، آغاز شد. قبل از ایجاد برنامه سلامتی استعدادها، شرکت مادر دبلیودبلیوئی (در آن زمان دبلیودبلیواف) یعنی تایتان اسپورتز، یک سیاست تست دارو در خانه داشت که از سال ۱۹۸۷ تا زمانی که در سال ۱۹۹۶ لغو شد، وجود داشت. برنامه سلامتی، تحت رهنمودهای خط مشی آزمایش سوء مصرف مواد و مواد مخدر، آزمایش‌هایی را برای استفاده تفریحی و سوء استفاده از داروهای تجویزی، از جمله استروئیدهای آنابولیک انجام می‌دهد. از طریق برنامه سلامتی، کشتی گیران دبلیو دبلیو ای نیز سالانه برای مشکلات قلبی از قبل موجود یا در حال توسعه آزمایش می‌شوند. طبق مفاد این برنامه، تمام استعدادهای «تحت قرارداد با دبلیودبلیوئی که به‌طور منظم خدمات درون رینگ را به عنوان یک سرگرم‌کننده ورزشی حرفه ای انجام می‌دهند» بایستی تحت آزمایش قرار گیرند، با این حال، مجریان پاره وقت از این برنامه معاف هستند. در سال ۲۰۱۰، استفاده از شل کننده‌های عضلانی نیز در دبلیودبلیوئی ممنوع شد.

## برنامه‌ها

رسلمنیا، بزرگ‌ترین رویداد سالیانه دبلیودبلیوئی است. در رسلمنیا ۴۱ که در پارادایس، نوادا برگزار شد، در مجموع دو شب بیش از ۱۲۶ هزار نفر تماشاگر حضور داشتند.

#### پی‌پرویوها
دبلیودبلیوئی معمولا در هر ماه، یک پی پر ویو یا آنطور که شرکت نام می‌برد؛ پریمیوم لایو ایونت دارد که در آن، مسابقاتی سر عنوان‌های قهرمانی یا مسابقات بین کسانی که در طول شوها درگیری داشتند، برگزار می‌شود. پنج پی پر ویو در دبلیودبلیوئی از اهمیت بیشتری برخوردارند که ۴ مورد آن، قدیمی‌ترین پی پر ویوهای این شرکت‌اند که همچنان ادامه دارند. این پنج پی پر ویو به‌ترتیب زمان برگزاری، رویال رامبل، رسلمنیا، مانی این د بنک، سامر اسلم و سروایور سریز نام دارند. مهم‌ترین و قدیمی‌ترین پی پر ویوی این شرکت و حتی کل کشتی حرفه‌ای، رسلمنیا نام دارد که مهم‌ترین مسابقات سال در آن برگزار می‌شود و رکوردهای خاص خود را دارد، از جمله رکورد ۲۱ پیروزی متوالی و بدون باخت آندرتیکر در رسلمنیا که تا رسلمنیا ۳۰ نیز ادامه‌دار بود و رکورد او توسط براک لزنر شکسته شد.
این فهرست شامل برخی از پرمیوم لایو ایونت‌های کمپانی دبلیودبلیوئی به ترتیب زمان برگزاری است:
Royal Rumble (رویال رامبل)
Elimination Chamber (المینیشن چمبر)
Wrestlemania (رسلمنیا)
Backlash(بکلش)
Money In The Bank (مانی این د بنک)
Night Of Champions (شب قهرمانان)
Summer Slam (سامر اسلم)
Payback (پی بک)
Fastlane (فست لین)
Crown Jewel (کراون جول)
Survivor Series (سروایور سریز)

#### برنامه‌ها
| نام برنامه            | تاریخ پخش              | پخش از       | توضیحات |
| --------------------- | ---------------------- | ------------ | --- |
| دبلیودبلیوئی راو      | ۱۱ ژانویه ۱۹۹۳ - اکنون | نتفلیکس      | یکی از دو شوی هفتگی اصلی دبلیودبلیوئی که به صورت زنده دوشنبه‌ها پخش می‌شود. |
| دبلیودبلیوئی اسمک‌داون | ۲۹ آوریل ۱۹۹۹ - اکنون  | یواس‌ای نتورک | یکی از دو شوی هفتگی اصلی دبلیودبلیوئی که به صورت زنده جمعه‌ها پخش می‌شود. |
| دبلیودبلیوئی ان‌اکس‌تی  | ۲۳ فوریه ۲۰۱۰ - اکنون  | سی‌دابلیو     | شوی مختص به آموزش کشتی‌گیران که به صورت زنده سه‌شنبه‌ها پخش می‌شود. |
| ستردی نایتز مین اونت  | ۱۴ دسامبر ۲۰۲۴ - اکنون | ان‌بی‌سی پیکاک | ویژه برنامه تلویزیونی که به صورت زنده ۴ بار در سال پخش می‌شود. |
| دبلیودبلیوئی اسپید    | ۱۳ آوریل ۲۰۲۴ - اکنون  | اکس          | چهارشنبه‌ها به صورت ضبط شده از اکس پخش می‌شود. |
| دبلیودبلیوئی ایوالو   | ۵ مارس ۲۰۲۵ - اکنون    | توبی یوتیوب  | شوی مختص به آموزش کشتی‌گیران که چهارشنبه‌ها به صورت ضبط شده پخش می‌شود. |
| پرمیوم لایو ایونت ها  | ۳۱ مارس ۱۹۸۵ - اکنون   | پیکاک        | رویدادهای اصلی دبلیودبلیوئی که منحصرا از پیکاک (در ایالات متحده) و نتفلیکس (در سایر بازارهای بین‌المللی) پخش می‌شوند و تا سال ۲۰۲۲ با نام پی‌پرویو شناخته می‌شد و معمولا در روزهای شنبه یا یک‌شنبه به صورت زنده پخش می‌شوند. |

## اسطوره‌ها

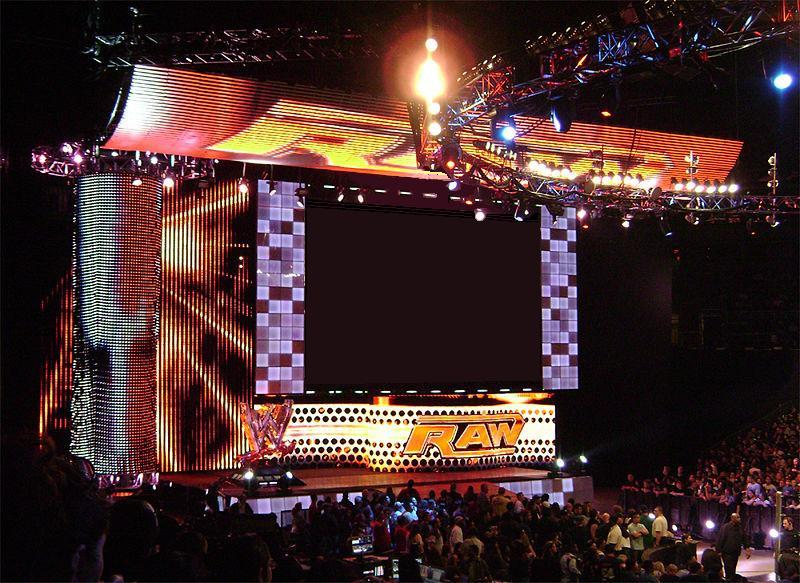
تصویری از شوی راو در سال ۲۰۱۱

دبلیودبلیوئی در طول حیات خود شاهد کشتی‌گیران و ستاره‌های زیادی بوده که هر کدام در دوران خود باعث جذب بیننده و جذاب‌تر شدن مسابقات و افزایش درآمد این شرکت شده‌اند و حتی پس از بازنشستگی نیز با این شرکت، قرارداد مخصوص اسطوره‌ها امضاء کرده‌اند.
از این افراد می‌توان به آندرتیکر، د راک، شاون مایکلز، ریک فلر، رودی پایپر، میک فولی، تریپل اچ، رندی سوج، استون کلد استیو آستین، کین، هالک هوگان، گلدبرگ، آندره د جاینت، ادی گررو، برت هارت، بیگ شو، ری میستریو، اج، کریس جریکو، باتیستا، رندی اورتن، جان سینا، کریسچن، شیمس و سی‌ام پانک اشاره کرد.

## پرافتخارترین کشتی‌گیران دبلیودبلیوئی بر اساس عناوین جهانی

### مردان

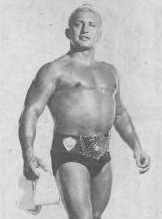
نخستین قهرمان جهان در دبلیودبلیوئی، بادی راجرز، که در سال ۱۹۶۳ قهرمان کمربند سنگین‌وزن جهانی WWWF شد؛ کمربندی که امروزه آن را با نام قهرمانی دبلیودبلیوئی می‌شناسیم.

از زمانی که سی‌دبلیوسی از ان‌دبلیوآ جدا و دبلیودبلیودبلیواف به وجود آمد و بعد از تغییر نام به دبلیودبلیواف و دبلیودبلیوئی، این شرکت چندین کمربند قهرمانی جهانی برای مردان داشته است. نخستین کمربند جهانی دبلیودبلیوئی در سال ۱۹۶۳ با نام «قهرمانی سنگین‌وزن جهانی دبلیودبلیودبلیواف» ایجاد شد، کمربندی که اکنون آن را با نام قهرمانی دبلیودبلیوئی می‌شناسیم و قدیمی‌ترین کمربند جهانی این شرکت است. وقتی‌که تفکیک برندها در دبلیودبلیوئی رخ داد (۲۰۱۱–۲۰۱۲، ۲۰۱۶-اکنون) کمربند قهرمانی جهانی جدیدی برای برندی که فاقد کمربند جهانی بود ایجاد شده است. دبلیودبلیوئی اکنون دو کمربند جهانی دارد؛ قهرمانی بی چون و چرای دبلیودبلیوئی در برند اسمک‌داون و قهرمانی سنگین‌وزن جهان در برند راو.
در تعداد قهرمانی‌های جدول پایین، ممکن است کمربندهایی که در کمپانی‌های دیگر بودند را به عنوان قهرمانی‌های کشتی‌گیر حساب کند یا نکند؛ مثل قهرمانی سنگین‌وزن جهان ان‌دبلیوآ که برای دبلیودبلیوئی نیست اما این شرکت، این کمربند، قهرمانی‌های آن تا پیش از سال ۱۹۹۴ را در تعداد قهرمانی‌های جهانی کشتی‌گیران محسوب می‌کند.
| ردیف | نام عنوان قهرمانی                | سال‌های فعال                                                    | وضعیت                                                                 |
| ---- | -------------------------------- | -------------------------------------------------------------- | --------------------------------------------------------------------- |
| ۱    | قهرمانی دبلیودبلیوئی             | ۱۹۶۳-اکنون                                                     | فعال؛ از رسلمنیا ۴۰ بدین‌سو با نام قهرمانی بی چون و چرای دبلیودبلیوئی. |
| ۲    | قهرمانی دبلیوسی‌دبلیو             | ۱۹۹۱–۲۰۰۱ (در سال ۲۰۰۱ به مالکیت دبلیودبلیواف رسید)            | غیرفعال؛ ادغام شده با قهرمانی دبلیودبلیوئی.                           |
| ۳    | قهرمانی ای‌سی‌دبلیو                | ۱۹۹۴–۲۰۰۱، ۲۰۰۶–۲۰۰۷ (در سال ۲۰۰۳ به مالکیت دبلیودبلیوئی رسید) | غیرفعال                                                               |
| ۴    | قهرمانی سنگین‌وزن جهان نسخه قدیمی | ۲۰۰۲-۲۰۱۳                                                      | غیرفعال؛ ادغام شده با قهرمانی دبلیودبلیوئی.                           |
| ۵    | قهرمانی یونیورسال                | ۲۰۱۶−۲۰۲۴                                                      | غیرفعال؛ ادغام شده با قهرمانی دبلیودبلیوئی.                           |
| ۶    | قهرمانی سنگین‌وزن جهان نسخه کنونی | ۲۰۲۳-اکنون                                                     | فعال                                                                  |

| رتبه | نام کشتی‌گیر           | عناوین قهرمانی | تعداد قهرمانی | اطلاعات |
| ---- | --------------------- | --- | ------------- | --- |
| ۱    | جان سینا              | - قهرمانی دبلیودبلیوئی (۱۴ بار) - قهرمانی سنگین‌وزن جهان (قدیمی، ۳ بار)                                                                   | ۱۷            | قهرمانی دبلیودبلیوئی در دوازدهمین قهرمانی او، با نام قهرمانی سنگین‌وزن دبلیودبلیوئی و در چهاردهمین دوره با نام قهرمانی بی چون و چرای دبلیودبلیوئی شناخته می‌شد. |
| ۲    | ریک فلر               | - قهرمانی سنگین‌وزن جهان ان‌دبلیوآ (۸ بار) - قهرمانی سنگین‌وزن دبلیوسی‌دبلیو (۶ بار) - قهرمانی دبلیودبلیوئی (۲ بار)                          | ۱۶            | دبلیودبلیوئی و حتی پروموشن‌های دیگر، فلر را به عنوان ۱۶ بار قهرمان جهان معرفی می‌کند؛ اما خود فلر می‌گوید که ۲۱ بار قهرمان جهان شده است. همچنین بعضی از منابع می‌گویند او ۱۸ بار قهرمان شده است. دلیل این اختلاف این است که ان‌دبلیوآ می‌گوید او ۹ بار قهرمان کمربند جهانی شرکتش شده است ولی دبلیودبلیوئی تنها ۸ قهرمانی او را لحاظ می‌کند. دبلیوسی‌دبلیو او را ۸ بار قهرمان این شرکت معرفی می‌کرد، در حالی‌که از نظر دبلیودبلیواف او را ۶ بار قهرمان در این شرکت لحاظ می‌کند؛ به‌گونه‌ای که قهرمانی اول او در دبلیوسی‌دبلیو را به عنوان ادامه قهرمانی‌اش در ان‌دبلیوآ و دو قهرمانی «کمربند قهرمانی بین‌الملل دبلیوسی‌دبلیو» را احتساب نمی‌کند. همچنین در دو بار قهرمانی او در دبلیودبلیوئی، کمربند با نام قهرمانی سنگین‌وزن دبلیودبلیواف شناخته می‌شد. |
| ۳    | تریپل اچ              | - قهرمانی سنگین‌وزن جهان (قدیمی، ۵ بار) - قهرمانی دبلیودبلیوئی (۹ بار)                                                                    | ۱۴            | در قهرمانی اول دبلیودبلیوئی او، کمربند با نام قهرمانی دبلیودبلیواف شناخته می‌شد. قهرمانی پنجم او نیز با نام قهرمانی بی‌چون و چرای دبلیودبلیواف و قهرمانی نهم او، با نام قهرمانی سنگین‌وزن جهان دبلیودبلیوئی شناخته می‌شد. همچنین تریپل اچ نخستین قهرمان کمربند قدیمی سنگین‌وزن جهان است که او را به نخستین فردی در دبلیودبلیوئی تبدیل می‌کند که توانسته است قهرمان کمربندهای دبلیودبلیوئی/اف و سنگین‌وزن جهان شود. |
| ۳    | رندی اورتن            | - قهرمانی سنگین‌وزن جهان (قدیمی، ۴ بار) - قهرمانی دبلیودبلیوئی (۱۰ بار)                                                                   | ۱۴            | اورتن در ۲۴ سالگی موفق به قهرمانی سنگین‌وزن جهان شد و تبدیل به جوان‌ترین قهرمان سنگین‌وزن و در کل دبلیودبلیوئی تبدیل شد. او همچنین آخرین قهرمان کمربند سنگین‌وزن قدیم بود و آن را با قهرمانی دبلیودبلیوئی ادغام کرد؛ این اتفاق باعث شد قهرمانی هشتم دبلیودبلیوئی او، کمربند با نام قهرمانی سنگین‌وزن جهانی دبلیودبلیوئی شناخته شود؛ در دوره نهم به بعد، کمربند مجدداً به نام قهرمانی دبلیودبلیوئی بازگشت. |
| ۵    | هالک هوگان            | - قهرمانی دبلیوسی‌دبلیو (۶ بار) - قهرمانی دبلیودبلیوئی (۶ بار)                                                                            | ۱۲            | در اولین قهرمانی دبلیودبلیوئی او، کمربند با نام قهرمانی سنگین‌وزن جهان دبلیودبلیواف شناخته می‌شد. در ششمین قهرمانی دبلیودبلیوئی او، کمربند با نام قهرمانی بی‌چون و چرای دبلیودبلیوئی/اف شناخته می‌شد. دبلیودبلیوئی تک قهرمانی جهانی او در کمپانی ژاپنی ان‌جی‌پی‌دبلیو را محاسبه نمی‌کند. |
| ۶    | اج                    | - قهرمانی سنگین‌وزن جهان (قدیمی، ۷ بار) - قهرمانی دبلیودبلیوئی (۴ بار)                                                                    | ۱۱            | |
| ۷    | براک لزنر             | - قهرمانی دبلیودبلیوئی (۷ بار) - قهرمانی یونیورسال (۳ بار)                                                                               | ۱۰            | زمانیکه لزنر برای اولین بار قهرمان دبلیودبلیوئی شد، کمربند با نام قهرمانی بی‌چون و چرای دبلیودبلیوئی شناخته می‌شد و بعداً به قهرمانی دبلیودبلیوئی تغییر نام داد. نام کمربند قهرمانی دبلیودبلیوئی در چهارمین دوره او، قهرمانی سنگین‌وزن دبلیودبلیوئی بود. لزنر همچنین جوان‌ترین قهرمان دبلیودبلیوئی است. همچنین او بیشترین قهرمانی یونیورسال را دارد و اولین فردی است که توانسته قهرمان دو کمربند دبلیودبلیوئی و یونیورسال شود. دبلیودبلیوئی تک قهرمانی جهانی او در کمپانی ژاپنی ان‌جی‌پی‌دبلیو را محاسبه نمی‌کند. |
| ۷    | د راک                 | - قهرمانی دبلیوسی‌دبلیو (۲ بار) - قهرمانی دبلیودبلیوئی (۸ بار)                                                                            | ۱۰            | در اولین قهرمانی دبلیودبلیوئی او، کمربند با نام قهرمانی دبلیودبلیواف و در هفتمین قهرمانی، با نام قهرمانی بی‌قید و شرط دبلیودبلیوئی شناخته می‌شد. در دومین قهرمانی دبلیوسی‌دبلیو او، کمربند به صورت ساده با نام قهرمانی جهان شناخته می‌شد. |
| ۷    | استینگ                | - قهرمانی سنگین‌وزن جهان ان‌دبلیوآ (۲ بار) - قهرمانی دبلیوسی‌دبلیو (۸ بار)                                                                  | ۱۰            | دو قهرمانی دبلیوسی‌دبلیو او، کمربند دیگری با نام قهرمانی بین‌الملل دبلیوسی‌دبلیو وجود داشت (این کمربند تنها در سال ۱۹۹۳ فعال بود). دبلیودبلیوئی، ۴ قهرمانی جهانی او در تی‌ان‌اِی را محاسبه نمی‌کند. |
| ۷    | ورن گنیه              | - قهرمانی آدبلیوآ (۱۰ بار) | ۱۰            | |
| ۱۲   | هارلی ریس             | - قهرمانی سنگین‌وزن جهان ان‌دبلیوآ (۸ بار)                                                                                                 | ۸             | |
|      | برت هارت              | - قهرمانی دبلیوسی‌دبلیو (۲ بار) - قهرمانی دبلیودبلیوئی (۵ بار)                                                                            |               | در هر ۵ قهرمانی دبلیودبلیوئی او، کمربند با نام قهرمانی سنگین‌وزن دبلیودبلیواف شناخته می‌شد. |
| ۱۳   | آندرتیکر              | - قهرمانی سنگین‌وزن جهان (قدیمی، ۳ بار) - قهرمانی دبلیودبلیوئی (۴ بار)                                                                    | ۷             | در دو قهرمانی دبلیودبلیوئی اول او، کمربند با نام قهرمانی سنگین‌وزن دبلیودبلیواف و در قهرمانی سوم او، با نام قهرمانی دبلیودبلیواف و در قهرمانی چهارم او، با نام قهرمانی بی‌چون و چرای دبلیودبلیوئی شناخته می‌شد. |
| ۱۳   | بیگ شو                | - قهرمانی ای‌سی‌دبلیو (۱ بار) - قهرمانی دبلیوسی‌دبلیو (۲ بار) - قهرمانی سنگین‌وزن جهان (قدیمی، ۲ بار) - قهرمانی دبلیودبلیوئی (۲ بار)         | ۷             | در قهرمانی اول دبلیودبلیوئی او، کمربند با نام قهرمانی دبلیودبلیواف شناخته می‌شد. در تک قهرمانی ای‌سی‌دبلیو او، کمربند با نام قهرمانی جهانی ای‌سی‌دبلیو شناخته می‌شد. بیگ شو تنها فردی است که توانسته قهرمان هر ۴ کمربند شود. |
| ۱۳   | سی‌ام پانک             | - قهرمانی ای‌سی‌دبلیو (۱ بار) - قهرمانی سنگین‌وزن جهان (قدیمی، ۳ بار) - قهرمانی سنگین‌وزن جهان (کنونی، ۱ بار) - قهرمانی دبلیودبلیوئی (۲ بار) | ۷             | پانک تنها کشتی‌گیری است که توانسته قهرمان نسخه قدیمی و کنونی عنوان سنگین‌وزن جهان شود. دبلیودبلیوئی، ۱ قهرمانی جهانی او در رینگ آو آنر و ۲ قهرمانی جهانی او در ای‌ئی‌دبلیو را محاسبه نمی‌کند. |
| ۱۵   | کرت انگل              | - قهرمانی دبلیوسی‌دبلیو (۱ بار) - قهرمانی سنگین‌وزن جهان (قدیمی، ۱ بار) - قهرمانی دبلیودبلیوئی (۴ بار)                                     | ۶             | در ۲ قهرمانی دبلیودبلیوئی اول او، کمربند با نام قهرمانی دبلیودبلیواف شناخته می‌شد. دبلیودبلیوئی، تک قهرمانی جهانی او در ان‌جی‌پی‌دبلیو و ۶ قهرمانی جهانی در تی‌ان‌ای را محاسبه نمی‌کند. |
| ۱۵   | رومن رینز             | - قهرمانی دبلیودبلیوئی (۴ بار) - قهرمانی یونیورسال (۲ بار)                                                                               | ۶             | در ۳ قهرمانی دبلیودبلیوئی اول او، کمربند با نام قهرمانی سنگین‌وزن جهان دبلیودبلیوئی شناخته می‌شد. رینز تنها فردی است که توانسته دو قهرمانی دبلیودبلیوئی و یونیورسال را با هم نگه دارد. |
| ۱۵   | رندی سوج              | - قهرمانی دبلیوسی‌دبلیو (۴ بار) - قهرمانی دبلیودبلیوئی (۲ بار)                                                                            | ۶             | در هر دو قهرمانی دبلیودبلیوئی او، کمربند با نام قهرمانی سنگین‌وزن جهان دبلیودبلیواف شناخته می‌شد. |
| ۱۵   | استون کلد استیو آستین | - قهرمانی دبلیودبلیوئی (۶ بار) | ۶             | در هر ۶ قهرمانی دبلیودبلیوئی او، کمربند با نام قهرمانی دبلیودبلیواف شناخته می‌شد. |
| ۱۵   | بوکرتی                | - قهرمانی دبلیوسی‌دبلیو (۵ بار) - قهرمانی سنگین‌وزن جهان (قدیمی، ۱ بار)                                                                    | ۶             | |
| ۱۵   | کریس جریکو            | - قهرمانی دبلیوسی‌دبلیو (۲ بار) - قهرمانی سنگین‌وزن جهان (قدیمی، ۳ بار) - قهرمانی دبلیودبلیوئی (۱ بار)                                     | ۶             | در دومین قهرمانی دبلیوسی‌دبلیو او، کمربند به صورت ساده با نام قهرمانی جهان شناخته می‌شد. همچنین جریکو آخرین قهرمان دبلیوسی‌دبلیو بود و آن را با قهرمانی دبلیودبلیواف ادغام کرد؛ این اتفاق باعث شد تک قهرمانی دبلیودبلیوئی او با نام قهرمانی بی چون و چرای دبلیودبلیواف شناخته شود. دبلیودبلیوئی، تک قهرمانی جهانی ای‌ئی‌دبلیو و رینگ آو آنر او را محاسبه نمی‌کند. |
| ۱۵   | باتیستا               | - قهرمانی سنگین‌وزن جهان (قدیمی، ۴ بار) - قهرمانی دبلیودبلیوئی (۲ بار)                                                                    | ۶             | |
| ۱۵   | کوین نش               | - قهرمانی دبلیوسی‌دبلیو (۵ بار) - قهرمانی دبلیودبلیوئی (۱ بار)                                                                            | ۶             | در تک قهرمانی دبلیودبلیوئی او، کمربند با نام قهرمانی سنگین‌وزن دبلیودبلیواف شناخته می‌شد. |
| ۱۵   | کریسشن                | - قهرمانی سنگین‌وزن جهان ان‌دبلیوآ (۲ بار) - قهرمانی ای‌سی‌دبلیو (۲ بار) - قهرمانی سنگین‌‌وزن جهان (قدیمی، ۲ بار)                              | ۶             | دبلیودبلیوئی، ۱ قهرمانی جهانی او در تی‌ان‌ای را محاسبه نمی‌کند. |
| ۱۵   | سث رالینز             | - قهرمانی دبلیودبلیوئی (۲ بار) - قهرمانی یونیورسال (۲ بار) - قهرمانی سنگین‌وزن جهان (کنونی، ۲ بار)                                        | ۶             | در هر ۲ قهرمانی دبلیودبلیوئی او، کمربند با نام قهرمانی سنگین‌وزن جهان دبلیودبلیوئی شناخته می‌شد. رالینز نخستین قهرمان سنگین‌وزن جدید جهان است. دبلیودبلیوئی، تک قهرمانی او در رینگ آو آنر را محاسبه نمی‌کند. |
| ۲۶   | دنیل برایان           | - قهرمانی سنگین‌وزن جهان (قدیمی، ۱ بار) - قهرمانی دبلیودبلیوئی (۴ بار)                                                                    | ۵             | در سومین قهرمانی دبلیودبلیوئی او، کمربند با نام قهرمانی سنگین‌وزن دبلیودبلیوئی شناخته می‌شد. دبلیودبلیوئی، تک قهرمانی او در رینگ آو آنر و تک قهرمانی‌اش در ای‌ئی‌دبلیو را محاسبه نمی‌کند. |
| ۲۶   | مدداگ واهون           | - قهرمانی آدبلیوآ (۵ بار) | ۵             | |
| ۲۶   | سندمن                 | - قهرمانی ای‌سی‌دبلیو (۵ بار) | ۵             | دبلیودبلیوئی، هیچ‌کدام از تغییرات قهرمانی ای‌سی‌دبلیو تا سال ۱۹۹۴ را به رسمیت نمی‌شناسد؛ با این حال هر ۵ قهرمانی سندمن پس از سال ۱۹۹۴ رخ داده است. |

### زنان

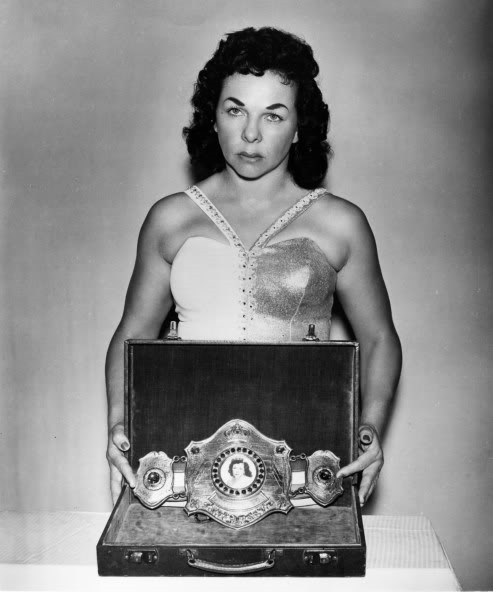
مولای افسانه‌ای، اولین قهرمان زنان دبلیودبلیوئی، که به عنوان طولانی‌ترین قهرمان زنان دوران نیز شناخته می‌شود. او از سال ۱۹۵۶ تا ۱۹۸۴ قهرمان عنوان زنان دبلیودبلیواف را در اختیار داشت؛زمانی که در ابتدا کمربند با نام قهرمانی زنان جهان ان‌دبلیوآ شناخته می‌شد.

دبلیودبلیوئی از سال ۱۹۸۳ و زمانی که عنوان قهرمانی تگ تیم زنان دبلیودبلیواف را ایجاد کرد، به جز دو دوره موقت در دهه ۱۹۹۰، همواره عنوان قهرمانی زنان داشته است. در سال ۱۹۸۴، دبلیودبلیوئی با خریداری حق کمربند قهرمانی زنان ان‌دبلیوآ و تغییر نام آن به قهرمانی زنان دبلیودبلیواف، نخستین عنوان قهرمانی جهانی زنان خود را ایجاد کرد. اگرچه تاریخچه این عنوان به پیش از ایجاد این شرکت برمی‌گشت، اما دبلیودبلیوئی مدعی اعتبار دوره‌های قهرمانی از ۱۹۵۶ به بعد بود. وقتی‌که تفکیک برندها در دبلیودبلیوئی رخ داد (۲۰۱۱–۲۰۱۲، ۲۰۱۶-اکنون) کمربند قهرمانی جهانی جدیدی برای برندی که فاقد کمربند جهانی بود ایجاد شده است. دبلیودبلیوئی اکنون دو کمربند جهانی دارد؛ قهرمانی زنان دبلیودبلیوئی در برند اسمک‌داون و قهرمانی جهانی زنان در برند راو.
| ردیف | نام عنوان قهرمانی                    | سال‌های فعال | وضعیت                                                          |
| ---- | ------------------------------------ | ----------- | -------------------------------------------------------------- |
| ۱    | قهرمانی زنان دبلیودبلیوئی نسخه قدیمی | ۱۹۵۶-۲۰۱۰   | غیرفعال؛ ادغام شده با قهرمانی دیواز دبلیودبلیوئی.              |
| ۲    | قهرمانی دیواز دبلیودبلیوئی           | ۲۰۰۸-۲۰۱۶   | غیرفعال؛ جایگزین شده با قهرمانی زنان دبلیودبلیوئی (نسخه کنونی) |
| ۳    | قهرمانی زنان دبلیودبلیوئی نسخه کنونی | ۲۰۱۶-اکنون  | فعال                                                           |
| ۴    | قهرمانی جهانی زنان                   | ۲۰۱۶-اکنون  | فعال                                                           |

| رتبه | نام کشتی‌گیر   | عناوین قهرمانی                                                                                               | تعداد قهرمانی | اطلاعات |
| ---- | ------------- | --- | ------------- | --- |
| ۱    | شارلوت فلر    | - قهرمانی دیواز دبلیودبلیوئی (۱ بار) - قهرمانی زنان دبلیودبلیوئی (کنونی، ۶ بار) - قهرمانی جهانی زنان (۷ بار) | ۱۴            | فلر آخرین قهرمان عنوان دیواز و نخستین قهرمان عنوان قهرمانی زنان دبلیودبلیوئی بود که بعد به قهرمانی زنان راو تغییر نام داد و در دوره‌های دوم تا ششم قهرمانی‌اش، عنوان با این نام شناخته می‌شد؛ هم‌چنین در هر ۷ دوره قهرمانی زنان جهان او، عنوان با نام قهرمانی زنان اسمک‌داون شناخته می‌شد. |
| ۲    | بکی لینچ      | - قهرمانی جهانی زنان (۵ بار) - قهرمانی زنان دبلیودبلیوئی (کنونی، ۲ بار)                                      | ۷             | در چهار دوره نخست قهرمانی زنان جهان او، کمربند با نام قهرمانی زنان اسمک‌داون شناخته می‌شد. همچنین در هر ۲ دوره قهرمانی زنان دبلیودبلیوئی‌اش، کمربند با نام قهرمانی زنان راو شناخته می‌شد.                                                                                                |
| ۲    | تریش استراتوس | - قهرمانی زنان دبلیودبلیوئی (قدیمی، ۷ بار)                                                                   | ۷             | در اولین دوره قهرمانی‌اش، کمربند با نام قهرمانی زنان دبلیودبلیواف شناخته می‌شد. |
| ۴    | ساشا بنکس     | - قهرمانی زنان دبلیودبلیوئی (کنونی، ۵ بار) - قهرمانی جهانی زنان (۱ بار)                                      | ۶             | در دوره‌های دوم تا پنجم قهرمانی زنان دبلیودبلیوئی او، کمربند با نام قهرمانی زنان راو شناخته می‌شد. همچنین در تک دوره قهرمانی جهانی زنان، کمربند با نام قهرمانی زنان اسمک‌داون شناخته می‌شد.                                                                                              |
| ۴    | میکی جیمز     | - قهرمانی زنان دبلیودبلیوئی (قدیمی، ۵ بار) - قهرمانی دیواز دبلیودبلیوئی (۱ بار)                              | ۶             | دبلیودبلیوئی، ۶ بار قهرمانی جهانی او در تی‌ان‌ای را محاسبه نمی‌کند. |
| ۶    | الکسا بلیس    | - قهرمانی زنان دبلیودبلیوئی (کنونی، ۳ بار) - قهرمانی جهانی زنان (۲ بار)                                      | ۵             | در هر ۳ دوره قهرمانی زنان دبلیودبلیوئی او، کمربند با نام قهرمانی زنان راو شناخته می‌شد. همچنین در هر ۲ دوره قهرمانی جهانی زنان او، کمربند با نام قهرمانی زنان اسمک‌داون شناخته می‌شد.                                                                                                   |
| ۶    | ملینا         | - قهرمانی زنان دبلیودبلیوئی (قدیمی، ۳ بار) - قهرمانی دیواز دبلیودبلیوئی (۲ بار)                              | ۵             | |
| ۸    | بیلی          | - قهرمانی زنان دبلیودبلیوئی (کنونی، ۲ بار) - قهرمانی جهانی زنان (۲ بار)                                      | ۴             | در دوره اول قهرمانی زنان دبلیودبلیوئی‌اش، کمربند با نام قهرمانی زنان راو شناخته می‌شد. همچنین در هر ۲ دوره قهرمانی جهانی زنان او، کمربند با نام قهرمانی زنان اسمک‌داون شناخته می شد. |
| ۸    | آسکا          | - قهرمانی زنان دبلیودبلیوئی (کنونی، ۳ بار) - قهرمانی جهانی زنان (۱ بار)                                      | ۴             | در دو دوره اول و اواسط دوره سوم قهرمانی زنان دبلیودبلیوئی او، کمربند با نام قهرمانی زنان راو شناخته می‌شد. همچنین در تک دوره قهرمانی جهانی زنان او، کمربند با نام قهرمانی زنان اسمک‌داون شناخته می‌شد.                                                                                  |
| ۱۰   | ریا ریپلی     | - قهرمانی زنان دبلیودبلیوئی‌ (کنونی، ۱ بار) - قهرمان جهانی زنان (۲ بار)                                       | ۳             | در تک دوره قهرمانی زنان دبلیودبلیوئی او، کمربند با نام قهرمانی زنان راو شناخته می‌شد. |